# The Last of Us (2.ª temporada)
A segunda temporada da série dramática pós-apocalíptica americana The Last of Us está programada para estrear na HBO em 13 de abril de 2025. Baseada na popular franquia de videogame da Naughty Dog, a trama se passa vinte anos após o início de uma pandemia causada por uma infecção fúngica em massa, que transforma os hospedeiros em criaturas semelhantes a zumbis e colapsa a sociedade. Nesta nova temporada, que se inspira no jogo The Last of Us Part II de 2020, acompanhamos Joel (Pedro Pascal) e Ellie (Bella Ramsey) cinco anos após os eventos da primeira temporada, com a introdução da personagem Abby (Kaitlyn Dever).
A HBO renovou The Last of Us para uma segunda temporada menos de duas semanas após a estreia da série em janeiro de 2023. Os co-criadores Craig Mazin e Neil Druckmann contaram com Halley Gross e Bo Shim na sala dos roteiristas; Druckmann foi responsável pela escrita e codireção dos videogames, enquanto Gross co-escreveu a Parte II. As filmagens da temporada ocorreram na Colúmbia Britânica de fevereiro a agosto de 2024. Além de Druckmann, Mazin e Peter Hoar, que retornam como diretores, os novatos Kate Herron, Nina Lopez-Corrado, Mark Mylod e Stephen Williams também estão na equipe. A nova temporada contará com sete episódios.

## Elenco e personagens

### Principais
- Pedro Pascal como Joel Miller, um sobrevivente endurecido de meia-idade.[1][3] Joel é retratado como mais fisicamente vulnerável na série em comparação aos jogos.[4] Seu relacionamento com Ellie ficou abalado desde que ele mentiu para ela no final da primeira temporada.[5]

- Bella Ramsey como Ellie, uma jovem de 19 anos que é imune à infecção por Cordyceps.[2][3][6] Na segunda temporada, Ellie se tornou mais durona, como Joel, mas mantém seu senso de humor.[7] Agora crescendo em Jackson, ela faz uma tatuagem, aprende a tocar violão e desenvolve um relacionamento com Dina.[5]
- Gabriel Luna como Tommy, o irmão mais novo de Joel que mantém o idealismo e a esperança por um mundo melhor.[8][9] Ex-membro dos Vaga-lumes, Tommy desistiu da causa e administra uma comuna agrícola com sua esposa Maria,[10] com quem tem um filho chamado Benjamin.[11]

- Isabela Merced como Dina, interesse romântico de Ellie e ex-namorada de Jesse. Ela é uma pessoa de espírito livre, leal a Ellie, mas cuja lealdade é desafiada pela brutalidade do mundo.[12]
- Young Mazino como Jesse, um membro importante de sua comunidade, cuja abnegação às vezes tem um custo.[13]

### coadjuvante
- Kaitlyn Dever como Abby, uma soldada que busca vingança por alguém que amava e, posteriormente, tem sua visão de mundo desafiada.[14]
- Rutina Wesley como Maria, co-líder dos sobreviventes em Jackson, Wyoming. Ela é esposa de Tommy e mãe de Benjamin.[15][11] Ex-promotora assistente, Maria é calma e misericordiosa em suas decisões.[16][17]
- Robert John Burke como Seth, que administra um bar em Jackson.[18]
- Spencer Lord como Owen, uma pessoa gentil cuja força física o obriga a lutar contra inimigos que ele não odeia.[19]
- Tati Gabrielle como Nora, uma médica militar que tem dificuldade em aceitar seu comportamento passado.[19]
- Ariela Barer como Mel, uma médica dedicada ao seu papel, mas que luta com as realidades da guerra.[19]
- Danny Ramirez como Manny, um soldado leal que teme decepcionar seus amigos. Ele mantém uma atitude jovial apesar da dor de seu passado.[19]
- Noah Lamanna como Kat, ex-namorada de Ellie.[18]
- Catherine O'Hara como Gail, terapeuta de Joel e esposa de Eugene.[20][21] Ela é cínica e não se deixa enganar pelas aparências de Joel.[22]
- Jeffrey Wright como Isaac Dixon, líder de uma milícia que enfrenta uma guerra contínua em sua busca por liberdade. Wright reprisa seu papel do videogame The Last of Us Part II.[23]
- Joe Pantoliano como Eugene, marido de Gail.[21] O personagem aparece apenas em uma fotografia no jogo.[18]
- Alanna Ubach como Hanrahan, uma personagem original da série de TV.[18]
- Ben Ahlers como Burton, um personagem original.[18]
- Hettienne Park como Elise Park, uma personagem original.[18]

## Episódios
| N.º na série | N.º na temp. | Título                                        | Dirigido por       | Escrito por                                 | Exibição original   | Audiência nos EUA (milhões) |
| --- | ------------ | --------------------------------------------- | ------------------ | ------------------------------------------- | ------------------- | --------------------------- |
| 10 | 1            | "Future Days" Dias Futuros" (BR/PT)           | Craig Mazin        | Craig Mazin                                 | 13 de abril de 2025 | 0.938                       |
| Cinco anos depois que Joel mata vários vaga-lumes em um hospital e resgata Ellie, eles vivem em Jackson, Wyoming, mas seu relacionamento se tornou tenso. A psicoterapeuta de Joel, Gail, admite seu ressentimento em relação a ele por ter matado seu marido Eugene, enquanto Joel expressa sua tristeza em relação a Ellie e confessa que a salvou, embora omita os assassinatos. Durante uma patrulha, Ellie e Dina encontram um ninho de infectados em um supermercado, e Ellie mata um novo tipo de infectado que a persegue silenciosamente. Ellie e Dina se beijam em uma festa, o que provoca um xingamento homofóbico por parte do proprietário do bar, Seth; após Joel atacá-lo, Ellie, irritada, diz a Joel que não precisa de sua ajuda, e ele vai embora. Tendões infectados começam a entrar em Jackson através de um cano quebrado, enquanto Abby e seus amigos — que juraram matar Joel pelo massacre no hospital — observam a cidade de longe. |              |                                               |                    |                                             |                     |                             |
| 11 | 2            | "Through the Valley" Através do Vale" (BR/PT) | Mark Mylod         | Craig Mazin                                 | 20 de abril de 2025 | 0.643                       |
| Abby tem um pesadelo onde está no hospital dos Vagalumes em Salt Lake City, revelando sua culpa e trauma. Ao acordar, ela e seu grupo estão numa mansão abandonada próxima de Jackson, e eles discutem como capturar Joel. Abby está determinada, mas sem um plano claro, e seus amigos hesitam, preocupados com a segurança. Enquanto isso, Ellie e Jesse saem em patrulha e conversam sobre relacionamentos e tensões com Joel. Um alerta de infectados leva a cidade de Jackson a um confronto brutal, culminando com a invasão de um bando enorme de infectados durante uma tempestade de neve. Abby, que havia saído para rondar, é perseguida por infectados e é salva por Joel e Dina — sem saber quem ela é. Ela os leva até a mansão onde, em um golpe de traição, seu grupo captura Joel e Dina. Abby então revela ser filha do médico que Joel matou anos antes, e, após um discurso carregado de dor e raiva, brutalmente mata Joel com um taco de golfe diante dos olhos de Ellie, que seguiu os rastros deles e apareceu na mansão. Ellie fica devastada, prometendo vingança, enquanto ela retorna a Jackson com o corpo de Joel. |              |                                               |                    |                                             |                     |                             |
| 12 | 3            | "The Path" O Caminho" (BR/PT)                 | Peter Hoar         | Craig Mazin                                 | 27 de abril de 2025 | 0.768                       |
| Três meses depois, Dina conta a Ellie que o grupo que matou Joel — membros da Frente de Libertação de Washington (WLF) — está sediado em Seattle. Em uma reunião na prefeitura, vários moradores se opõem ao envio de um grupo a Seattle para localizá-los; Ellie lê uma carta persuadindo os moradores a enviar o grupo por justiça, não por vingança, mas a prefeitura rejeita a proposta. Enquanto Ellie reúne armas para partir sozinha para Seattle, Dina diz a ela que se juntará a ela, levando suprimentos apropriados e planejando uma rota de viagem. Seth, que apoiou Ellie vocalmente durante a reunião na prefeitura, os ajuda a deixar Jackson. Na manhã seguinte, Ellie deixa grãos de café no túmulo de Joel. Mais tarde, ela e Dina encontram um grupo de serafitas mortos, incluindo uma criança pequena, cuja visão faz Dina vomitar. Elas chegam a Seattle e notam a ausência de membros da WLF. Enquanto isso, um comboio de dezenas de soldados marcha pelas ruas de Seattle com vários veículos blindados. |              |                                               |                    |                                             |                     |                             |
| 13 | 4            | "Day One" Dia Um" (BR/PT)                     | Kate Herron        | Craig Mazin                                 | 4 de maio de 2025   | 0.774                       |
| Em 2018, Isaac Dixon mata seu esquadrão da Agência Federal de Resposta a Desastres (FEDRA) e muda de aliança para a WLF. Onze anos depois, Isaac, agora líder da WLF, interroga e depois mata um serafita que se recusa a compartilhar a localização de seu grupo. No primeiro dia de Ellie e Dina em Seattle, elas encontram os resquícios dos conflitos entre a FEDRA e a WLF. Elas se escondem em uma loja de música onde Ellie faz uma serenata para Dina. À noite, elas encontram vários soldados da WLF brutalmente assassinados pelos Serafitas e escapam de um esquadrão de apoio da WLF que se aproxima. As duas escapam da WLF e dos infectados no metrô, mas Ellie é mordida enquanto salva Dina. Enquanto se escondem em um teatro abandonado, Dina, de coração partido, se prepara para atirar em Ellie, que explica que é imune. Dina confessa a Ellie que está grávida e elas fazem sexo. Na manhã seguinte, elas ouvem a WLF, incluindo a amiga de Abby, Nora, se infiltrando no hospital de Lakehill, e Dina diz a Ellie que ainda quer ir com ela.                                                                             |              |                                               |                    |                                             |                     |                             |
| 14 | 5            | "Feel Her Love" Sinta o Amor Dela" (BR/PT)    | Stephen Williams   | Craig Mazin                                 | 11 de maio de 2025  | ASD                         |
| A caminho do hospital, Ellie e Dina encontram mais serafitas mortos. Ellie questiona levar de volta Dina, mas Dina reitera seu compromisso com a busca por vingança. Elas são emboscadas por perseguidores em um armazém abandonado e salvas por Jesse, que havia chegado a Seattle com Tommy para procurar as duas. Perseguidos pela WLF, os três entram em um parque local e testemunham os serafitas estripar um soldado da WLF. Dina leva uma flecha na perna e Jesse a carrega para fora do parque enquanto Ellie cria uma distração para atrair os serafitas. Depois de evitá-los, Ellie entra sozinha no hospital. Ela persegue Nora até o porão de quarentena coberto de esporos de Cordyceps transportados pelo ar, que infectam Nora, mas não Ellie. Nora percebe que Ellie era a garota imune por quem Joel matou os vaga-lumes. Ellie revela que já sabe o que Joel fez para salvá-la e bate em Nora com um cano para descobrir o paradeiro de Abby. |              |                                               |                    |                                             |                     |                             |
| 15 | 6            | "The Price" "O Preço" (BR/PT)                 | Neil Druckmann     | Neil Druckmann & Halley Gross & Craig Mazin | 18 de maio de 2025  | 0.701                       |
| Uma série de flashbacks detalha as interações entre Joel e Ellie no aniversário dela a cada ano. Em seu aniversário de 15 anos, ele a presenteia com um violão caseiro; em seu aniversário de 16 anos, ele a leva a um museu há muito abandonado, onde ela se encanta com as exposições sobre exploração espacial; em seu aniversário de 17 anos, ele interrompe com raiva um momento de intimidade entre Ellie e outra garota, causando tensão; em seu aniversário de 19 anos, ele a leva para fazer a primeira patrulha dela. Eles encontram o marido de Gail, Eugene, que foi mordido, e Ellie aparentemente convence Joel a levá-lo de volta à cidade para Eugene se despedir de Gail, mas Joel o leva embora e o executa. Quando retornam à cidade, Joel mente para Gail que Eugene preferiu se matar a colocá-la em perigo. Ellie, sentindo-se traída, revela a verdade a Gail. Nove meses depois, após o baile, Ellie confronta Joel sobre suas ações no hospital em Salt Lake City. Ele confessa que matou os Vaga-Lumes para salvá-la, mas admite que não se arrepende de suas decisões. De volta ao presente, Ellie retorna ao teatro. |              |                                               |                    |                                             |                     |                             |
| 16 | 7            | "Convergence" "Convergência" (BR/PT)          | Nina Lopez-Corrado | Neil Druckmann & Halley Gross & Craig Mazin | 25 de maio de 2025  | ASD                         |
| Ellie se reagrupa com Dina e Jesse, abalada por sua própria brutalidade contra Nora. Ela revela a Dina o que Joel fez no hospital com os Vaga-Lumes, levando Dina a sugerir que eles voltem para casa. Ellie e Jesse interceptam uma chamada de rádio da WLF sobre um atirador, que eles acreditam ser Tommy; Jesse persegue a fonte dos tiros, enquanto Ellie comanda uma lancha para viajar até um aquário próximo, onde ela acredita que Abby esteja localizada com base em informações de Nora. Depois de sobreviver por pouco a um encontro com um grupo de serafitas, Ellie entra no aquário e encontra Mel — que está grávida — e Owen. Ela os mantém sob a mira de uma arma e exige mais informações sobre o paradeiro de Abby. Ela atira e mata Owen quando ele pega uma arma, e a bala fere mortalmente Mel, que implora a Ellie para fazer o parto de seu bebê, sem sucesso. Jesse e Tommy chegam para resgatar Ellie, e eles retornam ao teatro. Abby os embosca, mata Jesse e mantém Ellie, Dina e Tommy sob a mira de uma arma. Dois dias antes, Manny acorda Abby e informa que Isaac quer vê-la.                                 |              |                                               |                    |                                             |                     |                             |

## Produção

### Desenvolvimento
A HBO renovou The Last of Us para uma segunda temporada em 27 de janeiro de 2023, menos de duas semanas após a estreia de a primeira temporada. Enquanto a primeira temporada cobre os eventos do jogo de vídeo The Last of Us (2013) e sua expansão baixável The Last of Us: Left Behind (2014), a segunda temporada deve abordar a sequência, The Last of Us Part II (2020). Druckmann e Mazin queriam evitar filler entre os jogos. Part II deve abranger várias temporadas, e Mazin não quer que a série ultrapasse os jogos. Enquanto escreviam a primeira temporada, Mazin e Druckmann garantiram que os personagens permanecessem fiéis a seus desenvolvimentos em Part II caso o show recebesse mais temporadas.
Após a renovação da temporada, a HBO anunciou as produtoras retornando, como Sony Pictures Television, PlayStation Productions, Naughty Dog, The Mighty Mint e Word Games, além dos produtores executivos que retornam: Mazin, Druckmann, Carolyn Strauss, Evan Wells, Asad Qizilbash, Carter Swan e Rose Lam. Jacqueline Lesko, que co-produziu a primeira temporada, foi nomeada produtora executiva no dia 1 de março de 2023, seguida por Cecil O'Connor, que produziu a primeira temporada, no dia 1 de fevereiro de 2024, substituindo Lam. Em 1 de janeiro de 2024, Druckmann, Mazin e Peter Hoar foram anunciados como diretores retornando da primeira temporada, juntamente com os novos Kate Herron, Nina Lopez-Corrado, Mark Mylod e Stephen Williams. Em 1 de junho de 2024, Mazin e Druckmann revelaram que a temporada consistiria de sete episódios, sendo um deles com uma duração "bastante grande". Inspirado pelo trabalho de Noah Hawley em Fargo, Mazin sentiu que dirigir a estreia lhe permitiu preparar toda a temporada, e ele trabalhou em seguida de perto com cada diretor no set.

### Escolha de elenco

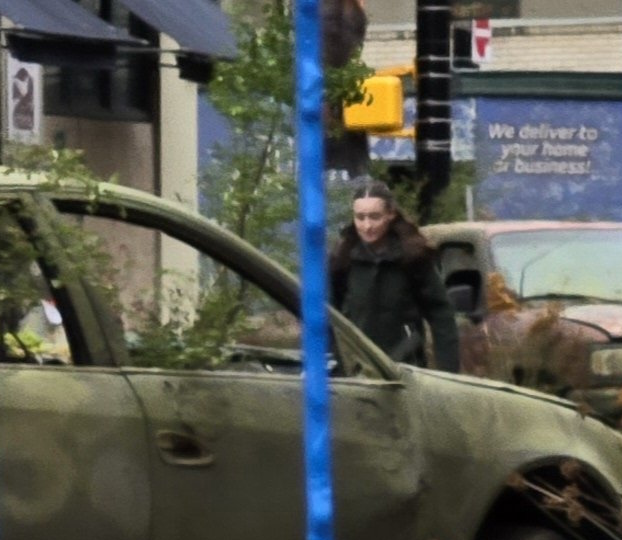
Bella Ramsey no set interpretando Ellie no Centro de Vancouver em agosto de 2024.

Druckmann sentiu que o conforto e a familiaridade de Pedro Pascal e Bella Ramsey com seus personagens—Joel e Ellie, respectivamente—permitiram que eles "mergulhassem mais fundo" em suas performances. Pascal e Ramsey, que se aproximaram durante a produção da primeira temporada, consideraram a separação "dolorosa" e "mais solitária" durante as filmagens da segunda. A temporada apresenta vários novos personagens e passa mais tempo com eles. Mazin sentiu que os novos atores "se encaixaram perfeitamente" devido à reputação já estabelecida da série. O elenco foi suspenso em 1 de maio de 2023 devido à Greve dos roteiristas dos Estados Unidos de 2023; os atores estavam auditionando com cenas de The Last of Us Part II devido à ausência de roteiros.
A equipe de produção queria começar o elenco da segunda temporada com Abby; a escolha para o papel começou antes da greve, e Dever se tornou a principal candidata após o fim da greve em 1 de novembro de 2023, após a resposta à sua performance em Ninguém Vai te Salvar (2023). Ela havia aparecido anteriormente em Uncharted 4: A Thief's End (2016) da Naughty Dog, e foi considerada para interpretar Ellie na adaptação cinematográfica abandonada de The Last of Us na época. Seu elenco foi anunciado em 9 de janeiro de 2024, seguido pelo anúncio de Mazino como Jesse em 10 de janeiro de 2024, e o de Merced como Dina em 11 de janeiro de 2024. O elenco de O'Hara foi anunciado em 2 de fevereiro de 2024, seguido por Ramirez, Barer, Gabrielle e Lord em 1 de março de 2024, o de Wright em 24 de maio de 2024, e o de Ahlers, Burke, Lamanna, Pantoliano, Park e Ubach em 5 de março de 2025.

### Escrita

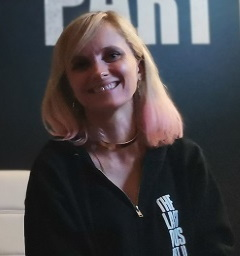
Halley Gross, que co-escreveu The Last of Us Part II, juntou-se à sala dos roteiristas para a segunda temporada.

Uma sala dos roteiristas para a segunda temporada foi estabelecida em Los Angeles em 1 de fevereiro de 2023, com Mazin e Druckmann, acompanhados por Halley Gross, que co-escreveu Part II com Druckmann, e Bo Shim, um novo roteirista. Gross também foi nomeada co-produtora executiva. Druckmann trabalhou na história durante o desenvolvimento de The Last of Us Part II Remastered (2024), o que ele sentiu ser uma oportunidade para revisitar e analisar suas decisões e complexidades. Os roteiristas começaram dividindo a narrativa de Part II' em seções, então selecionaram algumas para a segunda temporada; o comprimento de sete episódios foi escolhido como um ponto natural de interrupção para a história. Eles experimentaram vários métodos de apresentar a linha do tempo não linear, decidindo por aquilo que acharam ser o "mais impactante". A divisão ao longo das temporadas exigiu rearranjos narrativos para apresentar informações mais cedo do que no jogo, como o passado de Abby e seus relacionamentos.(0:25) Algumas mudanças também foram feitas, já que a mudança de perspectiva do jogador entre Ellie e Abby no jogo não se aplicava mais. Materiais removidos do jogo, incluindo alguns apresentados em Part II Remastered, foram adicionados à série.
Druckmann considerou-se tendencioso ao adaptar a história "intimamente familiar" e tentou manter a mente aberta quanto às mudanças; ele e Mazin geralmente estavam em concordância. Os roteiros estavam sendo escritos em 2023-04-01, com um esboço completo da temporada mapeado, mas a escrita foi impactada pela greve dos roteiristas em maio; Mazin só entregou o primeiro episódio cerca de 90 minutos antes do início da greve, e nem ele nem Druckmann trabalharam na série enquanto a greve estava em andamento. Em vez disso, Mazin esboçou mentalmente as cenas enquanto fazia caminhadas, descrito como "brain-writing", enquanto planejava terminar rapidamente os roteiros após a greve para garantir um cronograma de produção suave. Mazin escreveu os primeiros cinco episódios da temporada e co-escreveu os dois últimos com Druckmann e Gross. A segunda temporada deve apresentar temas de vingança, em contraste com o amor incondicional da primeira temporada; Druckmann sentiu que era uma "continuação do amor da primeira temporada, e esta é apenas o lado sombrio dessa moeda". A segunda temporada, assim como a primeira, destaca vários duos de personagens, como Ellie e Dina.
A segunda temporada se passa cinco anos após o final da primeira temporada, seguindo o impacto da mentira de Joel para Ellie, o que Mazin chamou de "coração pulsante" da temporada. Ela explora temas de tribalismo e o impacto de perder entes queridos dentro de um grupo, e a visão problemática de heroísmo quando vista a partir de perspectivas alternativas. Também destaca temas de mudança, crescimento e escalada, refletidos internamente em personagens como Ellie e em comunidades como Jackson, bem como no mundo exterior, demonstrado pelos tipos aprimorados de infectados. Os pedidos dos espectadores por mais cenas com infectados após a primeira temporada alinharam-se com os sentimentos de Druckmann e Mazin, resultando em mais foco nos infectados na segunda temporada.> A familiaridade dos roteiristas com a produção da série permitiu mais sequências de ação, através das quais mantiveram conexões com o desenvolvimento dos personagens. Mazin sentiu que as sequências de ação limitadas da primeira temporada foram resultado de seu foco em Joel e Ellie, enquanto os personagens adicionais da segunda temporada permitiram um foco mais amplo.(41:25) Ele queria que as sequências de ação demonstrassem o desespero e a perda que os personagens frequentemente esquecem, inspirado em parte pelo episódio "Hardhome" (2015) de Game of Thrones. Os esporos—o vetor pelo qual a infecção é transmitida nos jogos—retornam na segunda temporada, após terem sido substituídos na primeira por tentáculos formando uma rede unificada.

### Filmagem
A segunda temporada foi filmada principalmente na Colúmbia Britânica por mais de 150 dias. Vancouver replica Seattle, como visto no jogo, com o auxílio de sets criados pelas equipes de arte. Atrasada pela greve dos roteiristas e greve dos atores, a fotografia principal começou em 12 de fevereiro de 2024, com o título provisório Mega Sword. Mazin dirigiu seu episódio primeiro; o primeiro dia de produção envolveu Ramsey e Merced. Um prédio em Kamloops foi decorado para replicar o Mercado Greenplace do jogo em fevereiro. A produção ocorreu em Calgary, Alberta—onde a primeira temporada foi parcialmente filmada—nos dias 5 e 6 de março, antes de se mudar para Mission, Fort Langley, e Langley, que devem replicar partes de Jackson, Wyoming. O episódio de Mazin estava perto de ser concluído em 12 de março. A produção retornou a Alberta por dez dias de 18 a 28 de março, com filmagens em Exshaw e ao longo da Highway 1A de 21 a 24 de março, o que exigiu neve e um fechamento parcial da estrada de 72 horas. A HBO negou rumores de que Pascal tivesse terminado de filmar para a temporada em março.
Mylod dirigiu após Mazin em fevereiro, seguido por Herron e Hoar em abril, Williams e Druckmann em maio, e Lopez-Corrado em julho. Ksenia Sereda retornou como a principal diretora de fotografia, trabalhando com Mazin, Hoar, Williams e Druckmann, enquanto Catherine Goldschmidt trabalhou com Mylod, Herron e Lopez-Corrado. Vários edifícios de cidade foram construídos em Britannia Beach para a produção em abril. A filmagem ocorreu no Downtown Eastside de Vancouver—replicando Seattle—com soldados e veículos militares em 4 de maio, e com Ramsey e Merced a cavalo em 11 de maio; a produção foi planejada em cima da hora, com alguns negócios recebendo aviso de apenas quatro dias. Seis trens SkyTrain modelo Mark I foram comprados da TransLink no início de 2024 e renomeados para representar Seattle para a produção.
O trabalho de preparação da produção começou em Nanaimo em 22 de abril, com fechamentos de ruas ao redor da Diana Krall Plaza de 29 de abril. Cerca de seis minutos de filmagem ocorreram de 13 a 14 de maio, com Ramsey e Merced a cavalo, previstos para se passar ao redor do Capitol Hill de Seattle e seu fictício Serevena Hotel. O cavalo utilizado na produção, chamado Jazzway, já havia participado da série de TV The 100 (2014–2020) e do filme Jurassic World Dominion (2022). Vários negócios foram fechados durante a filmagem e compensados pela produção, e alguns negócios ao redor viram aumento de compradores e tráfego online. A equipe deixou Nanaimo até 31 de maio, e a cidade deveria ser presenteada por sua participação na série.< A filmagem ocorreu em uma propriedade privada na Minaty Bay, em Britannia Beach, durante cinco dias—5, 7, 12, 13 de junho e 2 de julho—com fumaça e pirotécnicos de chamas presentes. A filmagem ocorreu no Chinatown, Vancouver em 8 de julho, com Ramsey, Merced e os fictícios Seraphites em uma recriação de Seattle.< O episódio de Druckmann foi concluído em 9 de julho.
A filmagem retornou ao Downtown Eastside em 12 de julho, e se moveu para Stanley Park em 13 de julho e Downtown Vancouver em 25 de julho. Uma seção do Harbour Green Park em Coal Harbour foi fechada de 25 a 27 de julho para a produção, apresentando vários carros abandonados e folhagens. A filmagem ocorreu em New Westminster em 28 de julho, no Orpheum em 29 de julho, e ao redor das ruas Cordova e Cambie Streets em Gastown de 9 a 13 de agosto. A festa de encerramento da temporada ocorreu em 18 de agosto, e a fotografia principal deveria terminar em 21 de agosto, várias semanas antes de 9 de setembro, como originalmente agendado; terminou em 23 de agosto. Pelo menos três rodadas de fotografia adicional ocorreram nos seis meses seguintes,, incluindo no Downtown Vancouver—o exterior da Guinness Tower e Oceanic Plaza—de 13 a 17 de setembro, com um comboio de veículos militares. O escritório de produção fechou em 27 de setembro. O Aquário de Vancouver fechou mais cedo para fotografia adicional em 15–16 de janeiro de 2025.

### Música

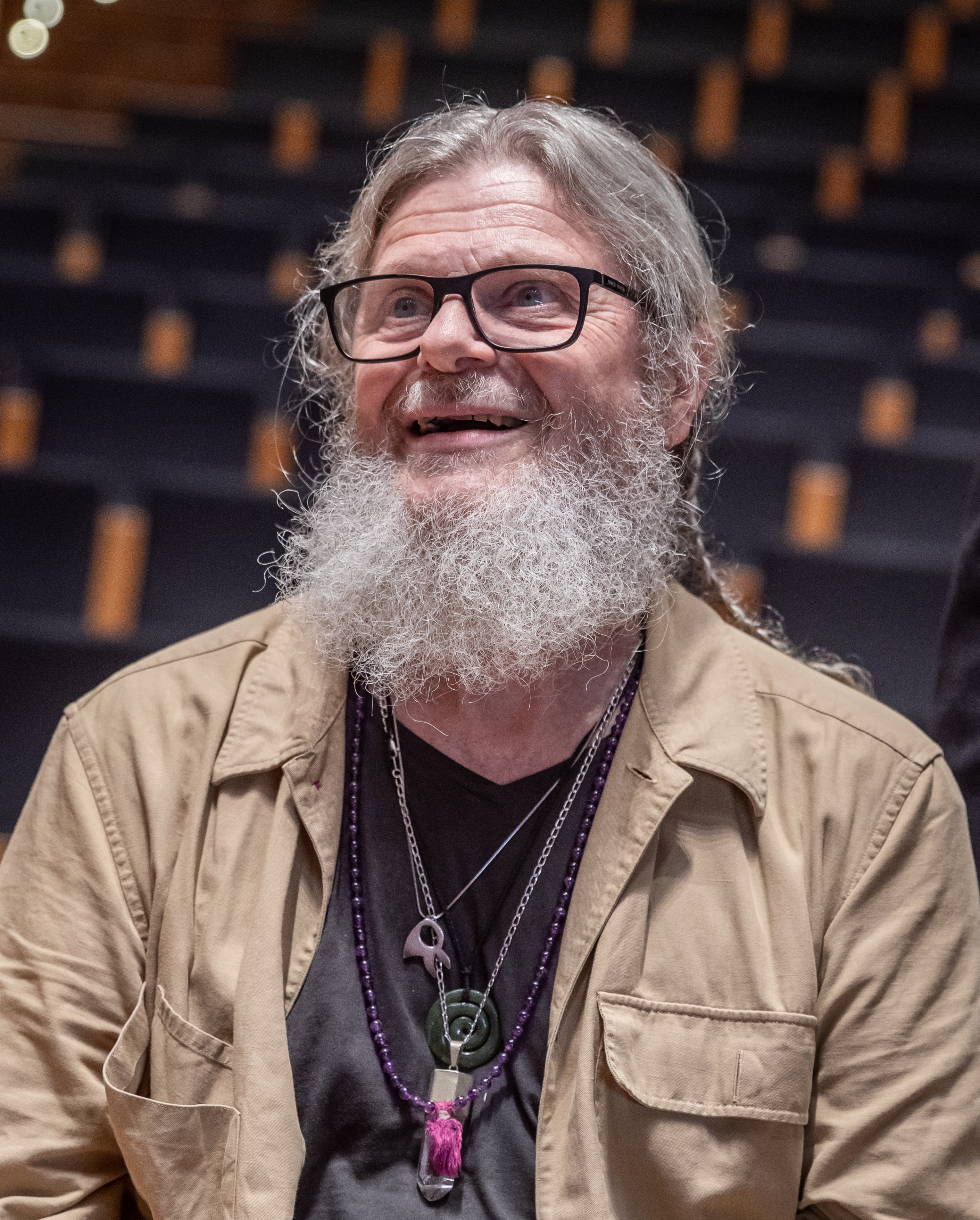
a trilha sonora da série ao lado de David Fleming.

Gustavo Santaolalla e David Fleming retornaram para compor a trilha sonora da temporada; Santaolalla havia composto a música para os jogos anteriormente. Ele faz uma aparição especial no primeiro episódio, ao lado da banda Crooked Still, tocando sua própria música que foi apresentada no jogo. Druckmann considerou a música como algo que contribui para a narrativa, de forma semelhante ao jogo, com personagens tocando ou ouvindo música, o que ajuda no construção de mundo e nos relacionamentos. O primeiro episódio é nomeado a partir da música da Pearl Jam "Future Days", que aparece no jogo; embora a música não existisse em 2003, quando o surto ocorre na série de TV, Mazin e Druckmann acharam que sua inclusão era importante e tematicamente apropriada para os arcos dos personagens Joel e Ellie.(5:24)

### Pós-produção
Timothy A. Good e Emily Mendez estão confirmados para retornar como editores para a segunda temporada.

## Lançamento

### Transmissão
Em dezembro de 2023, a HBO anunciou que a segunda temporada será transmitida em sua rede de televisão e serviço de streaming Max em 2025; Casey Bloys, presidente e diretor executivo da HBO e Max, disse que a temporada será exibida durante o período de elegibilidade para os próximos Prêmios Emmy. Druckmann anunciou a janela de estreia em abril da temporada como parte da apresentação da Consumer Electronics Show da Sony em 6 de janeiro de 2025; no mês seguinte, a HBO anunciou a data de estreia para 13 de abril. Versões em Língua de Sinais Americana de cada episódio, interpretadas por Daniel Durant e dirigidas por Leila Hanaumi, serão lançadas no Max simultaneamente. O primeiro episódio teve sua estreia mundial no TCL Chinese Theatre em Los Angeles em 24 de março, seguido por uma exibição com tapete vermelho no State Theatre em Sydney em 2 de abril, no Grand Rex em Paris em 5 de abril, e no Vue West End em Leicester Square, Londres, em 10 de abril.

### Promoção

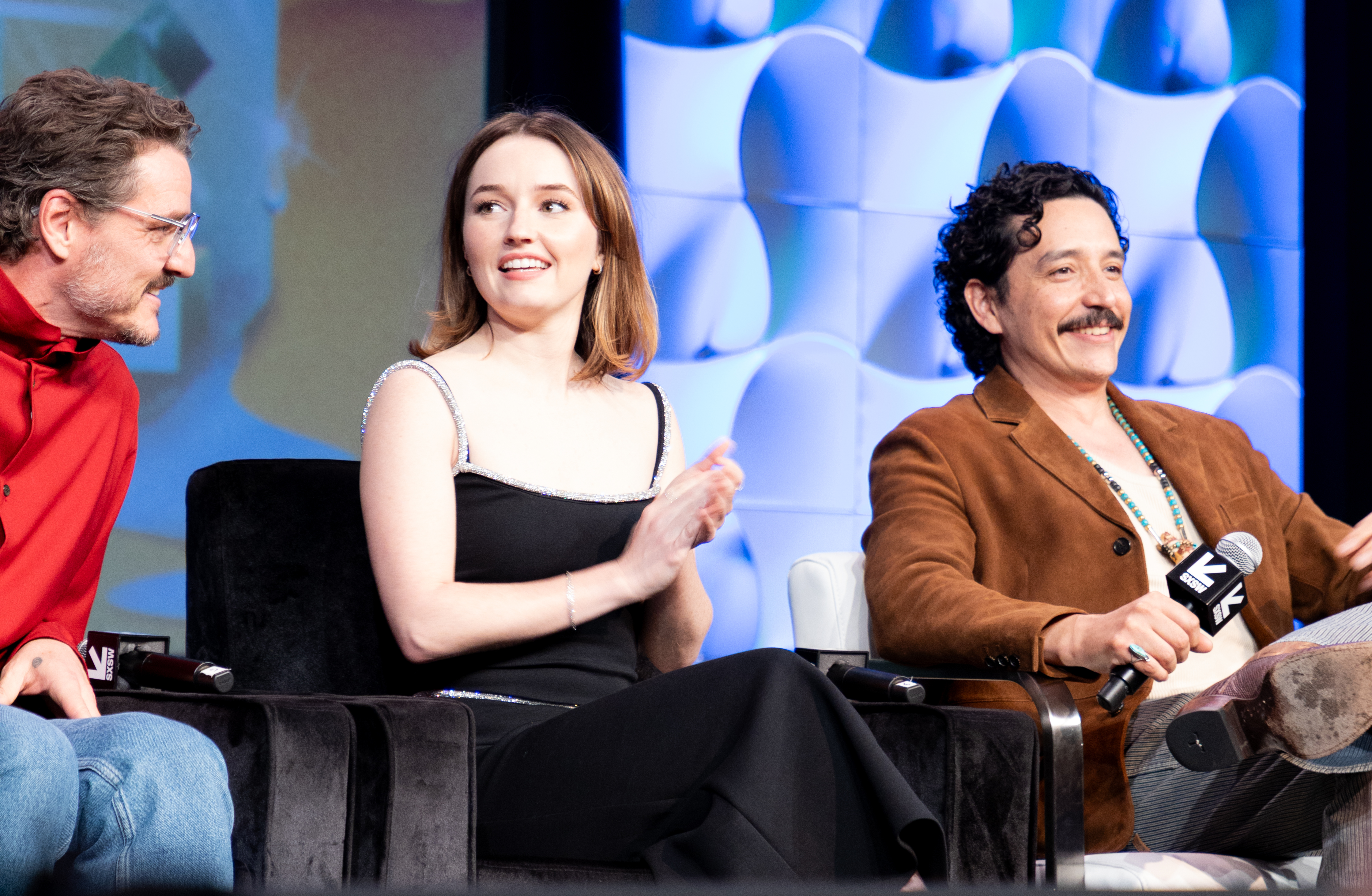
Pedro Pascal, Kaitlyn Dever, e Gabriel Luna promovendo The Last of Us no SXSW

A equipe de marketing foi cuidadosa na seleção de imagens para cada trailer a fim de evitar spoilers, especialmente em relação à aparição de Abby, evitando a abordagem de Part II, que alterava personagens em algumas cenas para preservar surpresas. A HBO compartilhou as primeiras imagens de Pascal e Ramsey em 15 de maio de 2024, e a primeira filmagem da temporada—com Dever, Merced, O'Hara e Wright—em 4 de agosto, ao lado do House of the Dragon. Para o The Last of Us Day, em 26 de setembro, a HBO lançou a sinopse da temporada, pôsteres de Joel, Ellie e Abby criados por Greg Ruth, e o primeiro trailer teaser, com a música "Future Days" do Pearl Jam, que foi uma música fundamental em Part II. Uma nova filmagem foi lançada em 12 de novembro, junto com o final de The Penguin, e uma prévia foi mostrada para o público no Max showcase em Londres em 5 de dezembro. Merced apresentou o prêmio de Melhor Adaptação no The Game Awards 2024 em 12 de dezembro, junto com Shannon Woodward, que interpretou Dina no jogo.
Um novo trailer teaser foi transmitido durante a apresentação da Sony no Consumer Electronics Show em 6 de janeiro de 2025, e pôsteres de personagens, com Abby, Ellie e Joel, foram lançados em 19 de fevereiro. Dever, Druckmann, Luna, Mazin, Mazino, Merced, Pascal e Ramsey participaram de um painel no SXSW em 8 de março, onde o trailer completo foi lançado oficialmente, tendo vazado algumas horas antes. O trailer recebeu a maior quantidade de visualizações em três dias de qualquer trailer original da HBO e Max, com 158 milhões de visualizações, um aumento de 160% em relação ao marketing anterior da série. A arte principal da temporada foi lançada em 13 de março, seguida por um pôster de Joel e Ellie em 20 de março, e nove pôsteres de personagens em 24 de março. O podcast acompanhante da série deve retornar junto com cada episódio, apresentado por Troy Baker (que interpretou Joel nos jogos e James na primeira temporada) ao lado de Druckmann e Mazin.
A turnê de imprensa mundial da temporada começou junto com a estreia no tapete vermelho em 24 de março, e deve continuar até a estreia do primeiro episódio em 13 de abril. Pascal apareceu no Jimmy Kimmel Live! ao lado de um clipe da série em 24 de março, e Ramsey foi destaque na capa da Vogue britânica em abril. A HBO fez uma parceria com Four Sigmatic para criar um café infundido com cordyceps. Dever, Luna, Mazino, Merced, Ramsey e Wright participaram de um evento de imprensa no Sydney Harbour para celebrar o lançamento australiano do Max em 31 de março, junto com a estreia em 2 de abril, e Druckmann, Mazin e Ramsey participaram de um painel no showcase Deadline's Contenders Television em 5 de abril.

## Recepção

### Resposta crítica
A segunda temporada de The Last of Us recebeu "aclamação universal", segundo o agregador de críticas Metacritic, com uma pontuação média ponderada de 81 em 100 baseada em 42 avaliações. No Rotten Tomatoes, 92% dos 259 críticos deram uma avaliação positiva. O consenso geral do site definiu a temporada como "uma expansão desafiadora que mantém as atuações soberbas e a verossimilhança do predecessor". Os críticos consideraram que a temporada consolidou The Last of Us como a melhor adaptação de videogame; Jeremy Mathai, do /Film, afirmou que a série "estabelece um novo padrão". John Nugent, da revista Empire, chamou-a de "mais uma sequência notável de episódios" e "televisão pós-apocalíptica no seu auge", enquanto Ross Bonaime, do Collider, declarou que é "uma das melhores temporadas de TV de 2025". A crítica destacou as sequências de ação, direção, atuações, design de produção e roteiro, embora alguns tenham criticado o ritmo e considerado a história incompleta.
Mathai, do /Film, elogiou a visão criativa unificada de cada departamento de produção, e Bonaime, do Collider, destacou a adequação de cada diretor ao tema familiar do episódio. Vários críticos compararam as cenas de ação do segundo episódio aos melhores momentos de Game of Thrones; Nugent, da Empire, descreveu como "televisão cinematográfica grandiosa e excepcional, que poucos além da HBO conseguem realizar", e James Jackson, do The Times, comparou a sequência inicial ao filme Saving Private Ryan (1998), embora Simon Cardy, do IGN, tenha considerado a ação um excesso em relação à escassez da primeira temporada e que ofuscou outros momentos importantes. Muitos críticos consideraram o sexto episódio o destaque da temporada por destacar o relacionamento entre Joel e Ellie, embora alguns apontassem que evidenciava a ausência deles em outras partes da temporada, e Cardy, do IGN, tenha considerado que isso prejudicou o ritmo. Alguns críticos acharam o episódio de estreia eficaz, mas o episódio final foi considerado o mais fraco. Houve elogios à cinematografia por destacar as atuações e combinar as qualidades cinematográficas do jogo original, assim como ao design de produção por apresentar a beleza e a destruição do mundo retratado, embora Chase Hutchinson, do TheWrap, tenha considerado a recriação de Seattle ocasionalmente insatisfatória.
Diversos críticos elogiaram os temas mais profundos e os personagens mais complexos, principalmente pelo foco nas relações de Ellie e outros personagens. Louise Griffin, do Radio Times, elogiou a "narrativa incomparável" e o detalhamento dos roteiristas ao mapear detalhes, perspectivas e flashbacks para expandir o universo, e Mathai, do /Film, observou que muitas cenas ganham significados adicionais em visualizações repetidas. Muitos elogiaram a adaptação das cenas para o meio televisivo e alguns consideraram a escrita original o ponto mais forte, embora Lauren Milici, da revista Total Film, tenha afirmado que "não consegue capturar o mesmo peso emocional do material original", criticando algumas alterações, e Cardy, do IGN, tenha questionado se a jogabilidade com Ellie e Abby realmente tornava o jogo mais interessante. Alguns críticos sentiram que a falta de cenas com Joel e Ellie enfraqueceu a segunda temporada em relação à primeira, e outros criticaram o ritmo acelerado e a narrativa incompleta, especialmente demonstrada nas facções rivais de Seattle. Angie Han, do The Hollywood Reporter, afirmou que a temporada careceu da "lírica rica, da humanidade expansiva e da finalização devastadora" presentes na primeira temporada. Alguns consideraram personagens novos, como Abby, Isaac e Hanrahan, subdesenvolvidos, e que a narrativa não linear prejudicou o ritmo e a construção do mundo. Outros consideraram as alegorias políticas simplistas ou ofensivas.
Os críticos elogiaram as atuações do elenco, assim como a química entre Pascal e Ramsey; Alan Sepinwall, da Rolling Stone, apontou que alguns episódios ficaram mais fracos pela ausência da dupla, enquanto Mathai, do /Film, considerou os momentos mais sutis da dupla os mais eficazes. Os críticos elogiaram Pascal por transmitir calor, carisma e resistência ao personagem Joel, — Bonaime, do Collider, classificou sua atuação como a melhor da carreira, — e Ramsey por desenvolver Ellie como uma jovem traumatizada, mas que mantém traços de imaturidade emocional e diversão. Muitos consideraram Isabela Merced o destaque da temporada, elogiando sua compaixão e humor, assim como sua química com Ramsey, e a performance de Kaitlyn Dever foi elogiada por representar a dor, raiva e ódio de Abby; alguns críticos apontaram que sua atuação ofuscou a dos demais. Catherine O'Hara recebeu elogios por suas habilidades dramáticas, e Jeffrey Wright por seu caráter cativante e ameaçador, atraindo imediatamente com seu carisma inquietante. A atuação de Ariela Barer foi elogiada por seu impacto devastador, e houve reconhecimento para as atuações de Luna, Mazino e Wesley, embora alguns críticos considerassem seus personagens pouco aproveitados e mal desenvolvidos. Valerie Ettenhofer, do Inverse, observou que algumas interações pareceram "estranhamente artificiais" em comparação com a primeira temporada.

### Resposta do público
A temporada foi alvo de review bombing no site Rotten Tomatoes, atingindo uma aprovação de 61% após o primeiro episódio, caindo para 49% após o terceiro, e chegando a 39% após o sexto. Uma reação semelhante ocorreu no Metacritic, onde a nota dos usuários atingiu o ponto mais baixo de 3,6/10, com 62% das avaliações classificadas como "negativas". A reação inicial criticou a falta de semelhança física de Ramsey e Dever com seus personagens nos jogos, a forma como ocorreu a morte de Joel, e algumas mudanças significativas em relação ao material original, como o arco da personagem Abby. Conforme a temporada avançava, jornalistas atribuíram grande parte da rejeição posterior a uma resposta homofóbica à história de amor entre Ellie e Dina, além de críticas relacionadas à "cultura woke". Matt Minton, da revista Variety, chamou isso de "um triste reflexo do tipo de retórica de ódio que tem se tornado cada vez mais comum no clima político atual". O quarto episódio — que inclui uma cena sexual entre Ellie e Dina — foi o pior avaliado no IMDb, com mais de 20% dos usuários dando nota 1/10.
Lan Pitts, do site GameSpot, observou que a maioria das críticas continha "pouca nuance ou valor". Enquanto alguns usuários criticaram a atuação de Ramsey, vários ridicularizaram sua aparência e identidade de gênero; o subreddit r/TheLastOfUs2 concentrou-se em críticas e memes sobre a aparência dos atores. Jornalistas identificaram uma tendência de atores jovens e com apresentação feminina sendo atacados por seus papéis, como Halle Bailey em The Little Mermaid e Rachel Zegler em Snow White, comparando o fenômeno ao movimento Gamergate. Rebecca Onion, da revista Slate, lamentou a dificuldade de criticar a série sem alimentar a reação negativa online. Muitos jornalistas compararam essa reação à do jogo original, que também sofreu review bombing; algumas pessoas — incluindo Laura Bailey, intérprete da Abby no jogo — acreditam que certas cenas foram adaptadas de forma diferente para responder a esse backlash, apresentando Abby de forma mais simpática desde sua primeira aparição.

## References
1. 1 2  Andreeva, Nellie (10 de fevereiro de 2021). «Pedro Pascal To Star As Joel In 'The Last of Us' HBO Series Based On Video Game». Deadline Hollywood. Penske Media Corporation. Consultado em 11 de fevereiro de 2021. Cópia arquivada em 11 de fevereiro de 2021
2. 1 2  Kit, Borys; Goldberg, Lesley (10 de fevereiro de 2021). «'Last of Us': 'Game of Thrones' Breakout Bella Ramsey to Star as Ellie (Exclusive)». The Hollywood Reporter. MRC. Consultado em 11 de fevereiro de 2021. Cópia arquivada em 11 de fevereiro de 2021
3. 1 2  Jeffery, Morgan (27 de janeiro de 2023). «The Last of Us returning for season 2 with Pedro Pascal, Bella Ramsey». Radio Times. Immediate Media Company. Consultado em 3 de outubro de 2023. Cópia arquivada em 27 de janeiro de 2023
4. ↑  Barasch, Alex (26 de dezembro de 2022). «Can "The Last of Us" Break the Curse of Bad Video-Game Adaptations?». The New Yorker. Consultado em 27 de dezembro de 2022. Cópia arquivada em 26 de dezembro de 2022
5. 1 2  Marnell, Blair (3 de setembro de 2025). «The Last of Us season 2 trailer shows Joel and Ellie's broken relationship». Digital Trends. Consultado em 26 de março de 2025. Cópia arquivada em 3 de setembro de 2025
6. 1 2 3  Mathieson, Craig (4 de agosto de 2025). «Season two of The Last of Us changes its core DNA but remains as compelling as ever». The Age. Nine Entertainment. Consultado em 4 de abril de 2025. Cópia arquivada em 4 de agosto de 2025
7. 1 2  Fleming, Ryan (4 de maio de 2025). «'The Last Of Us' Star Bella Ramsey On The 'Shift In The Relationship' Between Ellie And Joel For Season 2 – Contenders TV». Deadline Hollywood. Penske Media Corporation. Consultado em 4 de abril de 2025. Cópia arquivada em 4 de junho de 2025
8. ↑  Otterson, Joe (15 de abril de 2021). «'Last of Us' Series at HBO Casts Gabriel Luna». Variety. Penske Media Corporation. Consultado em 16 de abril de 2021. Cópia arquivada em 15 de abril de 2021
9. ↑  Moreau, Jordan (14 de março de 2023). «'The Last of Us' Actor Gabriel Luna Teases Season 2: 'De-Evolution' for Tommy and Some 'Deep, Deep Valleys'». Variety. Penske Media Corporation. Consultado em 24 de março de 2023. Cópia arquivada em 14 de março de 2023
10. ↑  Bove, Kate (20 de fevereiro de 2023). «The Last Of Us: What Happened to Tommy After the Outbreak?». Game Rant. Valnet. Consultado em 24 de março de 2023. Cópia arquivada em 3 de março de 2023
11. 1 2  Meenan, Devin (3 de agosto de 2025). «The Last Of Us Season 2's Story Has A Major Difference From The Game». /Film. Static Media. Consultado em 13 de março de 2025. Cópia arquivada em 3 de setembro de 2025
12. ↑  Andreeva, Nellie (1 de novembro de 2024). «'The Last Of Us': Isabela Merced Cast As Dina In Season 2 Of HBO Series». Deadline Hollywood. Penske Media Corporation. Consultado em 1 de dezembro de 2024. Cópia arquivada em 1 de novembro de 2024
13. 1 2  Otterson, Joe (1 de outubro de 2024). «'Last of Us' Season 2 Casts 'Beef' Star Young Mazino as Jesse». Variety. Penske Media Corporation. Consultado em 1 de outubro de 2024. Cópia arquivada em 1 de outubro de 2024
14. 1 2  Hibberd, James (1 de setembro de 2024). «Kaitlyn Dever Officially Cast in 'The Last of Us' Season 2 as Abby». The Hollywood Reporter. Eldridge Industries. Consultado em 1 de setembro de 2024. Cópia arquivada em 1 de setembro de 2024
15. 1 2 3 4 5 6  Romano, Nick (3 de fevereiro de 2025). «The Last of us season 2 'packs quite a wallop': Creators set the stage for 'high-calorie, dense episodes' (exclusive)». Entertainment Weekly. Dotdash Meredith. Consultado em 4 de fevereiro de 2025. Cópia arquivada em 3 de fevereiro de 2025
16. ↑  Vick, Megan (19 de fevereiro de 2023). «The Last of Us' Gabriel Luna Takes Us Inside Joel and Tommy's Tense Reunion». TV Guide. Fandom, Inc. Consultado em 2 de fevereiro de 2023. Cópia arquivada em 20 de fevereiro de 2023
17. ↑  Romano, Nick (19 de fevereiro de 2023). «Rutina Wesley wanted to play Maria in The Last of Us her play: 'I was up for the challenge'». Entertainment Weekly. Dotdash Meredith. Consultado em 20 de fevereiro de 2023. Cópia arquivada em 20 de fevereiro de 2023
18. 1 2 3 4 5 6 7  Vary, Adam B. (5 de março de 2025). «'The Last of Us' Adds Joe Pantoliano, Alanna Ubach, Ben Ahlers and More for Season 2 (EXCLUSIVE)». Variety. Penske Media Corporation. Consultado em 6 de março de 2025. Cópia arquivada em 3 de maio de 2025
19. 1 2 3 4 5  Otterson, Joe (3 de janeiro de 2024). «'Last of Us' Season 2 Casts Danny Ramirez, Tati Gabrielle, Ariela Barer, Spencer Lord». Variety. Penske Media Corporation. Consultado em 3 de janeiro de 2024. Cópia arquivada em 3 de janeiro de 2024
20. ↑  Romano, Nick (28 de janeiro de 2025). «Catherine O'Hara teases The Last of Us role with Pedro Pascal's Joel: 'She's got this edge' (exclusive)». Entertainment Weekly. Dotdash Meredith. Consultado em 29 de janeiro de 2025. Cópia arquivada em 29 de janeiro de 2025
21. 1 2  Kennedy, Victoria (25 de março de 2025). «Here's who Catherine O'Hara will play in The Last of Us, marking a significant change from the games». Eurogamer. Gamer Network. Consultado em 26 de março de 2025. Cópia arquivada em 25 de março de 2025
22. 1 2 3 4  Park, Gene (28 de março de 2025). «Why 'The Last of Us' Season 2 takes big departures from the video game». The Washington Post. Consultado em 2 de abril de 2025. Cópia arquivada em 28 de março de 2025
23. 1 2  Campione, Katie (24 de maio de 2024). «Jeffrey Wright Cast As Isaac In 'The Last Of Us' Season 2». Deadline Hollywood. Penske Media Corporation. Consultado em 25 de maio de 2024. Cópia arquivada em 24 de maio de 2024
24. 1 2  «Shows A-Z - Last of Us, The on HBO». The Futon Critic. Consultado em 19 de fevereiro de 2025
25. 1 2  Sereda, Ksenia. «CV». Consultado em 13 de janeiro de 2025. Cópia arquivada em 12 de janeiro de 2025
26. 1 2  Goldschmidt, Catherine. «The Last of Us – Season Two». Consultado em 12 de janeiro de 2025. Cópia arquivada em 12 de janeiro de 2025
27. 1 2  «The Last of Us». Writers Guild of America West. Consultado em 20 de janeiro de 2025. Cópia arquivada em 19 de janeiro de 2025
28. ↑  Pucci, Douglas (16 de abril de 2025). «Sunday Ratings: Masters Golf Final Round on CBS Achieves 7-Year High with Rory McIlroy Victory». Programming Insider. Consultado em 17 de abril de 2025. Cópia arquivada em 16 de abril de 2025
29. ↑  Pucci, Douglas (23 de abril de 2025). «"Sunday Ratings: CBS and TNT Split Victory on Easter Night"». Programming Insider (em inglês). Consultado em 30 de abril de 2025
30. ↑  «"Sunday Ratings: Lakers-Timberwolves on ABC Ranks as Second-Most Watched NBA First Round Game 4 in Two Decades"». Programing Insider (em inglês). 30 de abril de 2025. Consultado em 30 de abril de 2025
31. ↑  Pucci, Douglas (7 de maio de 2025). «Sunday Ratings: Warriors-Rockets Game Seven on TNT Sports Draws Top NBA First-Round Cable Audience in 16 Years». Programming Insider (em inglês). Consultado em 8 de maio de 2025. Cópia arquivada em 7 de maio de 2025
32. ↑  Pucci, Douglas (21 de maio de 2025). «Sunday Ratings: American Idol on ABC Draws 2-Year High with 23rd Season Finale». Programming Insider.com (em inglês). Consultado em 22 de maio de 2025
33. 1 2 3  Petski, Denise (27 de janeiro de 2023). «'The Last of Us' Renewed For Season 2 At HBO». Deadline Hollywood. Penske Media Corporation. Consultado em 27 de janeiro de 2023. Cópia arquivada em 27 de janeiro de 2023
34. ↑  Miller, Liz Shannon (6 de janeiro de 2023). «How Will HBO's The Last of Us Be Different From the Game? And Other Questions Answered». Consequence. Consultado em 7 de janeiro de 2023. Cópia arquivada em 6 de janeiro de 2023
35. ↑  Hibberd, James (4 de janeiro de 2023). «How 'The Last of Us' Plans to Bring the Zombie Genre Back to Life». The Hollywood Reporter. Eldridge Industries. Consultado em 5 de janeiro de 2023. Cópia arquivada em 4 de janeiro de 2023
36. ↑  White, Sam (13 de março de 2023). «The Last of Us finale writers on that cliffhanger ending and Joel's John Wick moment». British GQ. Condé Nast. Consultado em 14 de março de 2023. Cópia arquivada em 13 de março de 2023
37. ↑  Lussier, Germain (6 de janeiro de 2023). «The Last of Us Creators Reveal How Long the Series Will Go». Gizmodo. G/O Media. Consultado em 7 de janeiro de 2023. Cópia arquivada em 6 de janeiro de 2023
38. ↑  Johnston, Dais (9 de janeiro de 2023). «'Last of Us' showrunners explain their biggest canon change: "This is happening right now"». Inverse. Bustle Digital Group. Consultado em 10 de janeiro de 2023. Cópia arquivada em 9 de janeiro de 2023
39. ↑  Grobar, Matt (20 de março de 2023). «'The Last Of Us' Producer Word Games Ups Jacqueline Lesko To President Of Production». Deadline Hollywood. Penske Media Corporation. Consultado em 20 de agosto de 2024. Cópia arquivada em 21 de março de 2023
40. 1 2  Campione, Katie (2 de fevereiro de 2024). «'The Last Of Us': Catherine O'Hara Joins Season 2 Of HBO Series In Undisclosed Role». Deadline Hollywood. Penske Media Corporation. Consultado em 2 de fevereiro de 2024. Cópia arquivada em 2 de fevereiro de 2024
41. ↑  Vary, Adam B. (29 de janeiro de 2023). «Inside the Romantic and Unexpected 'Last of Us' Love Story Between Nick Offerman and Murray Bartlett». Variety. Penske Media Corporation. Consultado em 30 de janeiro de 2023. Cópia arquivada em 30 de janeiro de 2023
42. ↑  Andreeva, Nellie (25 de janeiro de 2024). «'The Last Of Us' Sets Season 2 Director Lineup With Mark Mylod Leading New Additions». Deadline Hollywood. Penske Media Corporation. Consultado em 26 de janeiro de 2024. Cópia arquivada em 25 de janeiro de 2024
43. 1 2  Andreeva, Nellie (5 de junho de 2024). «'The Last Of Us' Season 2 Episode Count Revealed As Craig Mazin & Neil Druckmann Explain Decision & Tease Additional Seasons». Deadline Hollywood. Penske Media Corporation. Consultado em 5 de junho de 2024. Cópia arquivada em 5 de junho de 2024
44. 1 2  Hibberd, James (16 de agosto de 2023). «'The Last of Us' Showrunner on Season 2 Plan, Casting Abby and His Favorite Scene». The Hollywood Reporter. Eldridge Industries. Consultado em 17 de agosto de 2023. Cópia arquivada em 16 de agosto de 2023
45. 1 2 3 4 5 6 7 8  LeBlanc, Wesley (26 de março de 2025). «Naughty Dog's Neil Druckmann On The Creative Process Behind Season 2 Of The Last Of Us». Game Informer. Gunzilla Games. Consultado em 26 de março de 2025. Cópia arquivada em 26 de março de 2025
46. ↑  Vary, Adam B. (5 de março de 2025). «Making 'The Last of Us' Season 2: Casting Abby, Video Game Changes and Why the Creators Are at Peace With Telling a 'Different Version' of the Story». Variety. Penske Media Corporation. Consultado em 6 de março de 2025. Cópia arquivada em 5 de março de 2025
47. 1 2 3 4  Hibberd, James (31 de março de 2025). «'The Last of Us' Co-Creator: This Is Our 'Empire Strikes Back' Season». The Hollywood Reporter. Penske Media Corporation. Consultado em 1 de abril de 2025. Cópia arquivada em 31 de março de 2025
48. 1 2 3  Otterson, Joe (11 de maio de 2023). «'Last of Us' Season 2 Was Preparing to Audition Actors With Video Game Scenes Due to Writers Strike, but Is Now on Hold (EXCLUSIVE)». Variety. Penske Media Corporation. Consultado em 12 de maio de 2023. Cópia arquivada em 11 de maio de 2023
49. ↑  Plant, Logan (16 de agosto de 2023). «The Last of Us Showrunner Says 'Maybe' They Found Their Abby Before Strike». IGN. Ziff Davis. Consultado em 17 de agosto de 2023. Cópia arquivada em 16 de agosto de 2023
50. ↑  Riefe, Jordan (19 de agosto de 2023). «Craig Mazin has next season's 'Last of Us' in his head. If only the strike would settle». Los Angeles Times. Consultado em 8 de setembro de 2023. Cópia arquivada em 19 de agosto de 2023
51. ↑  Andreeva, Nellie (9 de janeiro de 2024). «'The Last Of Us': Kaitlyn Dever Cast As Abby In Season 2 Of HBO Series». Deadline Hollywood. Penske Media Corporation. Consultado em 24 de junho de 2024. Cópia arquivada em 9 de janeiro de 2024
52. ↑  Scullion, Chris (15 de novembro de 2023). «The Last of Us Season 2 may be set to cast its Abby». Video Games Chronicle. Gamer Network. Consultado em 21 de novembro de 2023. Cópia arquivada em 15 de novembro de 2023
53. 1 2  Tinoco, Armando; Sitek, Natalie (12 de fevereiro de 2024). «'Madame Web's Isabela Merced On Working With James Gunn In 'Superman Legacy' & Teases 'The Last Of Us' Season 2». Deadline Hollywood. Penske Media Corporation. Consultado em 13 de fevereiro de 2024. Cópia arquivada em 13 de fevereiro de 2024
54. 1 2 3 4  Andreeva, Nellie (14 de julho de 2023). «'The Last Of Us': Co-Creator Craig Mazin Provides Season 2 Status Update, Rules Out Another Bill & Frank Episode, Reveals Season 3 Plans». Deadline Hollywood. Penske Media Corporation. Consultado em 15 de julho de 2023. Cópia arquivada em 15 de julho de 2023
55. ↑  King, Jack (13 de fevereiro de 2023). «How Bella Ramsey won the apocalypse». British GQ. Condé Nast. Consultado em 14 de fevereiro de 2023. Cópia arquivada em 14 de fevereiro de 2023
56. 1 2 3 4  Strause, Jackie (6 de janeiro de 2025). «'The Last of Us' Sets Season 2 Return for April». The Hollywood Reporter. Penske Media Corporation. Consultado em 20 de janeiro de 2025. Cópia arquivada em 7 de janeiro de 2025
57. ↑  Romano, Nick (27 de novembro de 2023). «The Last of Us creator revisits 'deeply emotional' Part II and the intense fan response». Entertainment Weekly. Dotdash Meredith. Consultado em 31 de julho de 2024. Cópia arquivada em 27 de novembro de 2023
58. ↑  Brennan, Matt (8 de março de 2025). Pedro Pascal, Kaitlyn Dever talk spoilers and themes of 'The Last of Us Part II'. Los Angeles Times. Consultado em 9 de março de 2025. Cópia arquivada em 9 de março de 2025
59. 1 2  Hayes, Dade (16 de abril de 2023). «'The Last Of Us': Showrunner Craig Mazin Joins Craft Collaborators For Deep Dive On Show's Look And Sound, Hopes Series Will "Be Around For A While" Beyond Season 2 – NAB». Deadline Hollywood. Penske Media Corporation. Consultado em 17 de abril de 2023. Cópia arquivada em 16 de abril de 2023
60. 1 2  Romano, Nick (24 de agosto de 2023). «The Last of Us team has season 2 all mapped out: 'We are all raring to go'». Entertainment Weekly. Dotdash Meredith. Consultado em 25 de agosto de 2023. Cópia arquivada em 25 de agosto de 2023
61. ↑  Tanswell, Adam (abril de 2025).  Scott, Darren, ed. «Shroom Doom». SFX (390). Future plc. pp. 52–55. ISSN 1749-6969
62. 1 2 3 4  Jolin, Dan (maio de 2025).  De Semlyen, Nick, ed. «Trigger Point». Empire (439). Bauer Media Group. pp. 56–61. ISSN 0957-4948
63. 1 2  Hibberd, James (8 de março de 2025). «'The Last of Us' Season 2 Official Trailer Revealed: 'They're Not Best of Friends'». The Hollywood Reporter. Penske Media Corporation. Consultado em 9 de março de 2025. Cópia arquivada em 9 de março de 2025
64. 1 2  Robinson, Joanna; Mazin, Craig; Druckmann, Neil; Ramsey, Bella; Pascal, Pedro; Dever, Kaitlyn; Luna, Gabriel; Merced, Isabela; Mazino, Young (8 de março de 2025). 'The Last of Us' Cast Talks About Season 2 with Show Creators. Austin, Texas: SXSW. Consultado em 9 de março de 2025. Cópia arquivada em 9 de março de 2025
65. ↑  Romano, Nick (8 de março de 2025). «The Last of Us cast teases 'intense stuff you don't even see' in the new season 2 trailer: 'It's crazier'». Entertainment Weekly. Dotdash Meredith. Consultado em 9 de março de 2025. Cópia arquivada em 9 de março de 2025
66. ↑  Morales, Carlos (11 de março de 2025). «The Last of Us Season 2: Three Reasons Spores Need to Return». IGN. Ziff Davis. Consultado em 31 de março de 2025. Cópia arquivada em 11 de março de 2025
67. 1 2  Garside, Megan (12 de fevereiro de 2024). «First set photo from The Last of Us season 2 reveals a key location from the games». Total Film. Future plc. Consultado em 14 de fevereiro de 2024. Cópia arquivada em 13 de fevereiro de 2024
68. 1 2  Shankar, Bradly (12 de fevereiro de 2024). «Here's our first look at The Last of Us Season 2 set in B.C.». MobileSyrup. Blue Ant Media. Consultado em 13 de fevereiro de 2024. Cópia arquivada em 12 de fevereiro de 2024
69. 1 2  Watson, Philip (24 de abril de 2024). «Possible The Last Of Us Set Photos Teases Season 2 Scope». CGMagazine. Consultado em 7 de maio de 2024. Cópia arquivada em 7 de maio de 2024
70. 1 2 3  Ali, Amir (27 de julho de 2024). «Filming of 'The Last of Us' brings apocalyptic vibes to Vancouver park». Daily Hive. ZoomerMedia. Consultado em 27 de julho de 2024. Cópia arquivada em 27 de julho de 2024
71. 1 2  Shepert, Elana (12 de agosto de 2024). «The Last of Us film set transforms portion of major Vancouver street». Vancouver is Awesome. Glacier Media. Consultado em 13 de agosto de 2024. Cópia arquivada em 13 de agosto de 2024
72. ↑  Rice, Lynette (31 de março de 2023). «'The Last Of Us' Selects Location For Season 2, Providing Clues For Setting/Story». Deadline Hollywood. Penske Media Corporation. Consultado em 4 de abril de 2023. Cópia arquivada em 31 de março de 2023
73. ↑  Thompson, Jaden (1 de dezembro de 2023). «Craig Mazin Reveals February Start Date for 'The Last of Us' Season 2 During Variety's A Night in the Writers Room». Variety. Penske Media Corporation. Consultado em 1 de dezembro de 2023. Cópia arquivada em 1 de dezembro de 2023
74. ↑  Flook, Ray (27 de dezembro de 2023). «The Last of Us Season 2: Production List Notes 'Mega Sword' Shoot Date». Bleeding Cool. Avatar Press. Consultado em 22 de agosto de 2024. Cópia arquivada em 27 de dezembro de 2023
75. 1 2  August, John; Mazin, Craig (12 de março de 2024). «What If? Hollywood Edition». Scriptnotes (Podcast).  Em cena em 0:54. Consultado em 13 de março de 2024. Cópia arquivada em 13 de março de 2024
76. ↑  Jackson, Angelique (12 de fevereiro de 2024). «'Madame Web' Star Isabela Merced on Filming 'The Last of Us' and Playing Hawkgirl in 'Superman: Legacy' at the Same Time». Variety. Penske Media Corporation. Consultado em 13 de fevereiro de 2024. Cópia arquivada em 13 de fevereiro de 2024
77. ↑  «Shooting». IATSE Local 212. Consultado em 15 de março de 2024. Cópia arquivada em 15 de março de 2024
78. 1 2  Judd, Amy; Mosconi, Cassidy (6 de março de 2024). «A first look at 'The Last of Us' set in B.C., as filming for hit HBO show underway». Global News. Global Television Network. Consultado em 7 de março de 2024. Cópia arquivada em 7 de março de 2024
79. ↑  Kantorowicz, Asymina (8 de março de 2024). «Fans Of 'The Last Of Us' Are Sharing Locations Where They've Spotted The Show Filming In BC». Narcity. Consultado em 7 de maio de 2024. Cópia arquivada em 15 de março de 2024
80. 1 2  Kantorowicz, Asymina (6 de maio de 2024). «'The Last of Us' was spotted filming in Vancouver and the transformation is incredible (VIDEO)». Narcity. Consultado em 7 de maio de 2024. Cópia arquivada em 6 de maio de 2024
81. 1 2  Schaefer, Karissa (13 de março de 2024). «Some The Last Of Us Season 2 Filming Theories May Be Correct (Sort Of)». Game Rant. Valnet. Consultado em 15 de março de 2024. Cópia arquivada em 13 de março de 2024
82. ↑  Lee, Jessica (21 de março de 2024). «HBO's 'The Last of Us' returns to Alberta for another take». St. Albert Gazette. Great West Newspapers. Consultado em 26 de março de 2024. Cópia arquivada em 21 de março de 2024
83. ↑  Cripe, Michael (26 de março de 2024). «Pedro Pascal Isn't Done Filming The Last of Us Season 2 Yet After All, HBO Says». IGN. Ziff Davis. Consultado em 27 de março de 2024. Cópia arquivada em 26 de março de 2024
84. 1 2  «DGC BC Production List» (PDF). Directors Guild of Canada. 23 de fevereiro de 2024. p. 7. Consultado em 25 de fevereiro de 2024. Cópia arquivada (PDF) em 25 de fevereiro de 2024
85. ↑  «DGC BC Production List» (PDF). Directors Guild of Canada. 5 de abril de 2024. p. 11. Consultado em 8 de abril de 2024. Cópia arquivada (PDF) em 7 de abril de 2024
86. ↑  «DGC BC Production List» (PDF). Directors Guild of Canada. 12 de abril de 2024. p. 11. Consultado em 15 de abril de 2024. Cópia arquivada (PDF) em 15 de abril de 2024
87. ↑  «DGC BC Production List» (PDF). Directors Guild of Canada. 3 de maio de 2024. p. 9. Consultado em 7 de maio de 2024. Cópia arquivada (PDF) em 6 de maio de 2024
88. ↑  «DGC BC Production List» (PDF). Directors Guild of Canada. 31 de maio de 2024. p. 7. Consultado em 5 de junho de 2024. Cópia arquivada (PDF) em 3 de junho de 2024
89. ↑  «DGC BC Production List» (PDF). Directors Guild of Canada. 5 de julho de 2024. p. 9. Consultado em 8 de julho de 2024. Cópia arquivada (PDF) em 7 de julho de 2024
90. ↑  Devlin, Megan (3 de maio de 2024). «'The Last of Us' shoot transforms downtown Vancouver into overgrown city». Daily Hive. ZoomerMedia. Consultado em 7 de maio de 2024. Cópia arquivada em 3 de maio de 2024
91. ↑  Venable, Nick (12 de maio de 2024). «New The Last Of Us BTS Photos Have Me Hyped About Two Memorable Video Game Locations Showing Up In Season 2». CinemaBlend. Future plc. Consultado em 13 de maio de 2024. Cópia arquivada em 12 de maio de 2024
92. ↑  Cripe, Michael (14 de maio de 2024). «Last of Us Season 2 Set Photos Emerge Showing Dina, One Important Location, and More». IGN. Ziff Davis. Consultado em 16 de maio de 2024. Cópia arquivada em 14 de maio de 2024
93. ↑  Kantorowicz, Asymina (13 de maio de 2024). «Bella Ramsey was spotted filming 'The Last of Us' Season 2 on horseback in Vancouver (VIDEO)». Narcity. Consultado em 16 de maio de 2024. Cópia arquivada em 15 de maio de 2024
94. ↑  MacMahon, Martin (4 de maio de 2024). «'The Last of Us' shoot transforms Vancouver street». CTV News. Consultado em 7 de maio de 2024. Cópia arquivada em 4 de maio de 2024
95. ↑  Singh, Simran (11 de janeiro de 2025). «Transit apocalypse: Iconic SkyTrain cars make creepy cameo in 'The Last of Us' Season 2». Daily Hive. ZoomerMedia. Consultado em 13 de janeiro de 2025. Cópia arquivada em 12 de janeiro de 2025
96. 1 2 3  «HBO's 'The Last of Us' begins set up in downtown Nanaimo». NanaimoNewsNOW. Pattison Media. 29 de abril de 2024. Consultado em 2 de maio de 2024. Cópia arquivada em 2 de maio de 2024
97. ↑  Hanson, Kendall (13 de abril de 2024). «'Really exciting': Major film production coming to downtown Nanaimo». Chek News. Consultado em 29 de abril de 2024. Cópia arquivada em 15 de abril de 2024
98. ↑  Hook, Ryan (30 de abril de 2024). «'The Last of Us' season 2 begins filming on Vancouver Island». Daily Hive. ZoomerMedia. Consultado em 13 de janeiro de 2025. Cópia arquivada em 30 de abril de 2024
99. ↑  «PHOTOS: Additional street closure creating space for HBO's 'The Last of Us' filming». NanaimoNewsNOW. Pattison Media. 6 de maio de 2024. Consultado em 7 de maio de 2024. Cópia arquivada em 6 de maio de 2024
100. ↑  Duncan, Charlie (22 de maio de 2024). «The Last of Us season two set leaks show key Ellie and Dina scene». PinkNews. Consultado em 23 de maio de 2024. Cópia arquivada em 22 de maio de 2024
101. ↑  Makuch, Eddie (16 de maio de 2024). «The Last Of Us Season 2 Leaks Reveal Impressive Sets And One Famous Horse». GameSpot. Fandom, Inc. Consultado em 23 de maio de 2024. Cópia arquivada em 16 de maio de 2024
102. 1 2  Durling, Jessica (14 de maio de 2024). «Meet the horses of 'The Last of Us' as TV series films in Nanaimo». Langley Advance Times. Black Press Media. Consultado em 23 de maio de 2024. Cópia arquivada em 15 de maio de 2024
103. ↑  Davidson, Jordan (16 de maio de 2024). «'Really happy they came:' HBO's 'The Last of Us' vacating Nanaimo's downtown». NanaimoNewsNOW. Pattison Media. Consultado em 23 de maio de 2024. Cópia arquivada em 17 de maio de 2024
104. ↑  Rawnsley, Alex (12 de maio de 2024). «Filming to begin on HBO's 'The Last of Us' in Nanaimo». NanaimoNewsNOW. Pattison Media. Consultado em 13 de maio de 2024. Cópia arquivada em 12 de maio de 2024
105. ↑  «Notice of filming at Minaty Bay». The Squamish Reporter. 7 de junho de 2024. Consultado em 30 de julho de 2024. Cópia arquivada em 7 de junho de 2024
106. ↑  «Notification of filming – Bear and Pear Productions between June 5 and 13». Squamish-Lillooet Regional District. 4 de junho de 2024. Consultado em 30 de julho de 2024. Cópia arquivada em 30 de julho de 2024
107. ↑  Gee, Dana (10 de julho de 2024). «The Last of Us turns Vancouver's Chinatown into post-apocalyptic Seattle». Vancouver Sun. Postmedia Network. Consultado em 12 de julho de 2024. Cópia arquivada em 10 de julho de 2024
108. ↑  Chai, Daniel (10 de julho de 2024). «'The Last of Us' shoot turns Vancouver into post-apocalyptic Seattle». Daily Hive. ZoomerMedia. Consultado em 12 de julho de 2024. Cópia arquivada em 11 de julho de 2024
109. ↑  Makuch, Eddie (9 de julho de 2024). «The Last Of Us Season 2 Set Photos Leak, Providing New Look At Bella Ramsey And Isabela Merced In Character». GameSpot. Fandom, Inc. Consultado em 12 de julho de 2024. Cópia arquivada em 10 de julho de 2024
110. ↑  Rowan, Iona (10 de julho de 2024). «The Last of Us season 2 gets exciting update». Digital Spy. Hearst Communications. Consultado em 12 de julho de 2024. Cópia arquivada em 11 de julho de 2024
111. 1 2  Ip, Stephanie (12 de setembro de 2024). «Hollywood North: The Last of Us back in Vancouver for additional filming». Vancouver Sun. Postmedia Network. Consultado em 16 de setembro de 2024. Cópia arquivada em 12 de setembro de 2024
112. ↑  Shepert, Elana (15 de julho de 2024). «'The Last of Us' stars spotted on post-apocalyptic Vancouver film sets». Vancouver is Awesome. Glacier Media. Consultado em 30 de julho de 2024. Cópia arquivada em 16 de julho de 2024
113. 1 2  Shepert, Elana (27 de julho de 2024). «'The Last of Us' sets up post-apocalyptic Vancouver film set in park». Vancouver is Awesome. Glacier Media. Consultado em 27 de julho de 2024. Cópia arquivada em 27 de julho de 2024
114. ↑  Shepert, Elana (29 de julho de 2024). «'The Last of Us' star spotted on downtown Vancouver film set». Vancouver is Awesome. Glacier Media. Consultado em 30 de julho de 2024. Cópia arquivada em 29 de julho de 2024
115. ↑  Shepert, Elana (13 de agosto de 2024). «Stars from 'The Last of Us' spotted on massive Vancouver set». Vancouver is Awesome. Glacier Media. Consultado em 14 de agosto de 2024. Cópia arquivada em 14 de agosto de 2024
116. ↑  Makuch, Eddie (19 de agosto de 2024). «The Last Of Us Season 2 Finishes Filming, See Photos From The Wrap Party». GameSpot. Fandom, Inc. Consultado em 22 de agosto de 2024. Cópia arquivada em 21 de agosto de 2024
117. ↑  Bevan, Rhiannon (25 de novembro de 2023). «The Last Of Us Season 2 Set To Wrap Filming September 2024». TheGamer. Valnet. Consultado em 5 de fevereiro de 2024. Cópia arquivada em 25 de novembro de 2023
118. 1 2  «DGC BC Production List» (PDF). Directors Guild of Canada. 23 de agosto de 2024. p. 7. Consultado em 24 de agosto de 2024. Cópia arquivada (PDF) em 24 de agosto de 2024
119. ↑  Chai, Daniel (16 de setembro de 2024). «'The Last of Us' film shoot brings apocalyptic convoy to Vancouver». Daily Hive. ZoomerMedia. Consultado em 17 de setembro de 2024. Cópia arquivada em 16 de setembro de 2024
120. ↑  Shepert, Elana (16 de setembro de 2024). «'The Last of Us' film set features military convoy in downtown Vancouver». Vancouver is Awesome. Glacier Media. Consultado em 17 de setembro de 2024. Cópia arquivada em 16 de setembro de 2024
121. 1 2  Griffin, Louise; Williams, Ben (14 de abril de 2025). «The Last of Us soundtrack: Full list of songs in HBO series». Radio Times. Immediate Media Company. Consultado em 15 de abril de 2025. Cópia arquivada em 14 de abril de 2025
122. ↑  Williams, Ben (14 de abril de 2025). «The Last of Us season 2 features touching game cameo you might have missed». Radio Times. Immediate Media Company. Consultado em 14 de abril de 2025. Cópia arquivada em 14 de abril de 2025
123. ↑  Connellan, Shannon (13 de abril de 2025). «The Last of Us Season 2 perfectly recreates Ellie and Dina's dance scene». Mashable. Ziff Davis. Consultado em 14 de abril de 2025. Cópia arquivada em 14 de abril de 2025
124. ↑  Baker, Troy; Mazin, Craig; Druckmann, Neil (13 de abril de 2025). «Future Days». HBO's The Last of Us Podcast (Podcast). HBO. Consultado em 14 de abril de 2025. Cópia arquivada em 14 de abril de 2025
125. ↑  Marnell, Blair (8 de outubro de 2024). «The Last of Us season 2: Everything we know so far». Digital Trends. Consultado em 4 de fevereiro de 2025. Cópia arquivada em 27 de janeiro de 2025
126. ↑  Vasani, Sheena (6 de dezembro de 2023). «The second season of The Last of Us will debut in 2025». The Verge. Vox Media. Consultado em 7 de dezembro de 2023. Cópia arquivada em 7 de dezembro de 2023
127. ↑  Andreeva, Nellie (16 de setembro de 2024). «Casey Bloys on 'Hacks' Surprise Comedy Series Emmy Win & Category Debate; 'White Lotus', 'The Last Of Us', 'Euphoria' & 'Harry Potter' Updates». Deadline Hollywood. Penske Media Corporation. Consultado em 17 de setembro de 2024. Cópia arquivada em 17 de setembro de 2024
128. ↑  Stedman, Alex (12 de novembro de 2024). «Max Reveals New Release Date Details for The Last of Us Season 2 and Peacemaker Season 2». IGN. Ziff Davis. Consultado em 13 de novembro de 2024. Cópia arquivada em 12 de novembro de 2024
129. 1 2  Kastrenakes, Jacob (6 de janeiro de 2025). «The Last of Us season 2 will premiere in April». The Verge. Vox Media. Consultado em 7 de janeiro de 2025. Cópia arquivada em 7 de janeiro de 2025
130. 1 2  Campione, Katie (19 de fevereiro de 2025). «'The Last Of Us': HBO Sets Season 2 Premiere Date & Reveals New Character Posters For Ellie, Joel & Abby». Deadline Hollywood. Penske Media Corporation. Consultado em 20 de fevereiro de 2025. Cópia arquivada em 19 de fevereiro de 2025
131. ↑  Welk, Brian (19 de março de 2025). «'The Last of Us' Gets ASL Edition on Max from 'CODA' Star Daniel Durant Ahead of Season 2». IndieWire. Penske Media Corporation. Consultado em 19 de março de 2025. Cópia arquivada em 19 de março de 2025
132. 1 2  Malkin, Marc; Cote, Karla; Jackson, Angelique (31 de março de 2025). «Pedro Pascal and Bella Ramsey Launch 'The Last of Us' Season 2, 'Hacks' and 'Severance' Stars Delight at Paleyfest LA: Celebrity Photos March 2025». Variety. Penske Media Corporation. Consultado em 6 de abril de 2025. Cópia arquivada em 9 de março de 2025
133. 1 2  Lynch, Jessica (3 de abril de 2025). «'The Last of Us' Season 2 Australian Premiere Brings Post-Apocalyptic Drama to Sydney's State Theatre for Max Launch». Variety Australia. Brag Media. Consultado em 3 de abril de 2025. Cópia arquivada em 2 de abril de 2025
134. ↑  «Max et Free vous offrent des places pour l'avant-première de The Last of Us saison 2 au Grand Rex !» [Max and Free are offering you tickets to the preview of The Last of Us season 2 at the Grand Rex!] (em francês). Free. 24 de março de 2025. Consultado em 31 de março de 2025. Cópia arquivada em 31 de março de 2025
135. ↑  Peake, Amber (24 de março de 2025). «The Last of Us season 2 London premiere: This is when post-apocalyptic drama will premiere in Leicester Square». LondonWorld. National World. Consultado em 25 de março de 2025. Cópia arquivada em 25 de março de 2025
136. ↑  Yin-Poole, Wesley (15 de maio de 2024). «Official The Last of Us Season 2 Images Show Pedro Pascal's Joel and Bella Ramsey's Ellie». IGN. Ziff Davis. Consultado em 16 de maio de 2024. Cópia arquivada em 15 de maio de 2024
137. ↑  Sudario, Erielle (4 de agosto de 2024). «Get Your First Look at Kaitlyn Dever's Abby in New 'The Last of Us' Season 2 Footage». Collider. Valnet. Consultado em 8 de agosto de 2024. Cópia arquivada em 8 de agosto de 2024
138. ↑  Bankhurst, Adam (4 de agosto de 2024). «The Last of Us Season 2 Teaser Trailer Sees Joel Reckoning With His Big Decision From Season 1». IGN. Ziff Davis. Consultado em 13 de novembro de 2024. Cópia arquivada em 5 de agosto de 2024
139. ↑  Hibberd, James (26 de setembro de 2024). «'The Last of Us' Season 2 Releases Intense, Ominous Teaser Trailer». The Hollywood Reporter. Eldridge Industries. Consultado em 26 de setembro de 2024. Cópia arquivada em 26 de setembro de 2024
140. ↑  Franken, Claire; Roots, Kimberly (26 de setembro de 2024). «The Last of Us Season 2: Jam-Packed Teaser Hints at Painful Joel/Ellie Separation — Watch». TVLine. Penske Media Corporation. Consultado em 27 de setembro de 2024. Cópia arquivada em 26 de setembro de 2024
141. ↑  Shepard, Kenneth (26 de setembro de 2024). «The Last Of Us Season Two Trailer Gives Us Our Best Look At Abby Yet». Kotaku. G/O Media. Consultado em 27 de setembro de 2024. Cópia arquivada em 26 de setembro de 2024
142. ↑  Marnell, Blair (11 de novembro de 2024). «HBO Unveils New Footage From The Last Of Us Season 2». GameSpot. Fandom, Inc. Consultado em 13 de novembro de 2024. Cópia arquivada em 13 de novembro de 2024
143. ↑  Goldbart, Max (5 de dezembro de 2024). «HBO's Casey Bloys Talks Competition From Netflix, International 'Reset' & Sky Lawsuit As Audience Given 'The White Lotus' & 'The Last Of Us' Sneak Peeks At Max Showcase». Deadline Hollywood. Penske Media Corporation. Cópia arquivada em 5 de dezembro de 2024
144. ↑  Bishop, Rollin (13 de dezembro de 2024). «The Game Awards 2024 live coverage – all the winners, reveals, and announcements at the event». GamesRadar+. Future plc. Consultado em 13 de dezembro de 2024. Cópia arquivada em 13 de dezembro de 2024
145. ↑  Grobar, Matt (11 de fevereiro de 2025). «SXSW Adds Issa Rae, Joe Manganiello, Conan O'Brien, Kevin Bacon & More Speakers To Lineup». Deadline Hollywood. Penske Media Corporation. Consultado em 12 de fevereiro de 2025. Cópia arquivada em 11 de fevereiro de 2025
146. ↑  Flook, Ray (11 de fevereiro de 2025). «The Last of Us Season 2 Set for SXSW 2025 Panel This March». Bleeding Cool. Avatar Press. Consultado em 12 de fevereiro de 2025. Cópia arquivada em 11 de fevereiro de 2025
147. ↑  Flook, Ray (8 de março de 2025). «The Last of Us Season 2 Official Trailer Released During SXSW 2025». Bleeding Cool. Avatar Press. Consultado em 9 de março de 2025. Cópia arquivada em 8 de março de 2025
148. ↑  Jenkins, Dwayne (8 de março de 2025). «'The Last of Us' Has Its Final Season 2 Trailer Leaked, and Everyone's Hyped». Vice. Consultado em 9 de março de 2025. Cópia arquivada em 8 de março de 2025
149. ↑  Bastidas, Jose Alejandro (12 de março de 2025). «'The Last of Us' Season 2 Trailer Is HBO's Most-Watched Trailer Ever After Just 3 Days». TheWrap. Consultado em 13 de março de 2025. Cópia arquivada em 12 de março de 2025
150. ↑  Flook, Ray (13 de março de 2025). «The Last of Us Season 2 Poster: A Deadly Road Ahead for Joel & Ellie». Bleeding Cool. Avatar Press. Consultado em 14 de março de 2025. Cópia arquivada em 13 de março de 2025
151. ↑  Flook, Ray (20 de março de 2025). «The Last of Us Season 2 Poster Warning: Every Path Has a Price». Bleeding Cool. Avatar Press. Consultado em 21 de março de 2025. Cópia arquivada em 20 de março de 2025
152. ↑  Flook, Ray (24 de março de 2025). «The Last of Us: New Season 2 Posters Introduce O'Hara's Gail & Others». Bleeding Cool. Avatar Press. Consultado em 25 de março de 2025. Cópia arquivada em 24 de março de 2025
153. ↑  Nordstrom, Leigh (25 de março de 2025). «Getting Ready for 'The Last of Us' Season 2 Premiere With New Star Young Mazino». Women's Wear Daily. Penske Media Corporation. Consultado em 26 de março de 2025. Cópia arquivada em 25 de março de 2025
154. ↑  «Jimmy Kimmel Live Schedule for the Week of 3/24/2025». Jimmy Kimmel Live!. American Broadcasting Company. 21 de março de 2025. Consultado em 25 de março de 2025. Cópia arquivada em 25 de março de 2025
155. ↑  Flook, Ray (25 de março de 2025). «The Last of Us Season 2 Clip Spotlights Joel, Gail: 'I Saved Her'». Bleeding Cool. Avatar Press. Consultado em 26 de março de 2025. Cópia arquivada em 25 de março de 2025
156. ↑  Nnadi, Chioma (19 de março de 2025). «Bella Ramsey Is British Vogue's April 2025 Cover Star». British Vogue. Condé Nast. Consultado em 20 de março de 2025. Cópia arquivada em 19 de março de 2025
157. ↑  Zavaleta, Jonathan (26 de março de 2025). «'The Last of Us' Drops Mushroom Coffee Collab Ahead of second Season». Rolling Stone. Penske Media Corporation. Consultado em 27 de março de 2025. Cópia arquivada em 26 de março de 2025
158. ↑  Knox, David (31 de março de 2025). «White Lotus, Last of Us cast in Sydney for Max launch». TV Tonight. Consultado em 1 de abril de 2025. Cópia arquivada em 31 de março de 2025
159. 1 2 3 4 5 6 7 8  Bonaime, Ross (7 de abril de 2025). «Crítica da segunda temporada de The Last of Us: De alguma forma, a melhor adaptação de videogame ficou ainda melhor». Collider. Valnet. Consultado em 8 de abril de 2025. Cópia arquivada em 7 de abril de 2025
160. 1 2 3 4 5 6 7 8 9 10  Cardy, Simon (7 de abril de 2025). «Crítica da segunda temporada de The Last of Us (sem spoilers)». IGN. Ziff Davis. Consultado em 8 de abril de 2025. Cópia arquivada em 7 de abril de 2025
161. 1 2 3 4 5  Gonzalez, Elijah (7 de abril de 2025). «A poderosa segunda temporada de The Last of Us faz a perda parecer o fim do mundo». Paste. Consultado em 8 de abril de 2025. Cópia arquivada em 8 de abril de 2025
162. ↑  «The Last of Us: 2.ª temporada». Metacritic (em inglês). Fandom, Inc. Consultado em 23 de abril de 2025. Arquivado do original em 22 de abril de 2025
163. ↑  «The Last of Us: 2.ª temporada». Rotten Tomatoes (em inglês). Fandango Media. Consultado em 27 de junho de 2025. Arquivado do original em 26 de junho de 2025
164. 1 2 3 4 5 6  Gajjar, Saloni (7 de abril de 2025). «A segunda temporada de The Last Of Us é uma bola de demolição emocional». The A.V. Club. Paste Media Group. Consultado em 8 de abril de 2025. Cópia arquivada em 8 de abril de 2025
165. 1 2 3 4 5 6  Mathai, Jeremy (7 de abril de 2025). «The Last Of Us Season 2 Review: A Dark, Complex, And (Mostly) Improved Adaptation». /Film. Static Media. Consultado em 8 de abril de 2025. Cópia arquivada em 8 de abril de 2025
166. 1 2 3 4 5 6  Nugent, John (7 de abril de 2025). «Crítica da segunda temporada de The Last Of Us». Empire. Bauer Media Group. Consultado em 8 de abril de 2025. Cópia arquivada em 8 de abril de 2025
167. ↑  Campbell, Christopher (7 de abril de 2025). «The Last of Us: Season 2 First Reviews: Darker and More Complex, But Just as Moving and Impressive». Rotten Tomatoes. Fandango Media. Consultado em 9 de abril de 2025. Cópia arquivada em 9 de abril de 2025
168. ↑  Northrup, Ryan (7 de abril de 2025). «The Last Of Us Season 2 Debuts With RT Score Below Season 1, But Is Still Overwhelmingly Fresh». Screen Rant. Valnet. Consultado em 9 de abril de 2025. Cópia arquivada em 9 de abril de 2025
169. ↑  Lewis, George (8 de abril de 2025). «A segunda temporada de The Last of Us promete momentos de cair o queixo com forte pontuação no Rotten Tomatoes». Digital Spy. Hearst Communications. Consultado em 9 de abril de 2025. Cópia arquivada em 9 de abril de 2025
170. ↑  Bonomolo, Cameron (7 de abril de 2025). «Críticas da segunda temporada de The Last of Us chamam série da HBO de 'incompleta', mas ainda 'a melhor adaptação de jogo já feita'». ComicBook.com. Savage Ventures. Consultado em 9 de abril de 2025. Cópia arquivada em 9 de abril de 2025
171. 1 2 3  Power, Ed (7 de abril de 2025). «The Last of Us, season 2 review: everything great about the show has been cranked up to the max». The Telegraph. Consultado em 8 de abril de 2025. Cópia arquivada em 8 de abril de 2025
172. 1 2 3 4  Han, Angie (7 de abril de 2025). «The Last of Us Review: Season 2 of HBO's Hit Video Game Adaptation Is Thrilling, Addicting and Incomplete». The Hollywood Reporter. Penske Media Corporation. Consultado em 8 de abril de 2025. Cópia arquivada em 7 de abril de 2025
173. ↑  Nemetz, Dave (7 de abril de 2025). «Dave Nemetz Reviews The Last of Us: A Beautifully Brutal Zombie Thrillers Gets Even Harder to Watch in Season 2». TVLine. Penske Media Corporation. Consultado em 8 de abril de 2025. Cópia arquivada em 7 de abril de 2025
174. 1 2 3  Jackson, James (7 de abril de 2025). «The Last of Us season 2 first-look review – this zombie show is still oddly soulful». The Times. Consultado em 8 de abril de 2025. Cópia arquivada em 8 de abril de 2025
175. ↑  VanArendonk, Kathryn (7 de abril de 2025). «The Last of Us Grows Up». Vulture. Vox Media. Consultado em 8 de abril de 2025. Cópia arquivada em 7 de abril de 2025
176. 1 2 3 4  James, Caryn (7 de abril de 2025). «Crítica da segunda temporada de The Last of Us: 'A reviravolta arranca o coração da série'». BBC. Consultado em 8 de abril de 2025. Cópia arquivada em 8 de abril de 2025
177. 1 2 3 4 5  Sepinwall, Alan (7 de abril de 2025). «The Last of Us Season 2 Needs More Us, Less Them». Rolling Stone. Penske Media Corporation. Consultado em 8 de abril de 2025. Cópia arquivada em 7 de abril de 2025
178. 1 2 3 4  Ettenhofer, Valerie (7 de abril de 2025). «A segunda temporada de The Last Of Us é brutal demais para seu próprio bem». Inverse. Bustle Digital Group. Consultado em 8 de abril de 2025. Cópia arquivada em 8 de abril de 2025
179. 1 2 3  Lawler, Kelly (7 de abril de 2025). «The Last of Us Season 2 finds its horrors but loses the plot: Review». USA Today. Gannett. Consultado em 8 de abril de 2025. Cópia arquivada em 8 de abril de 2025
180. 1 2 3  Berman, Judy (7 de abril de 2025). «HBO's The Last of Us Is in Danger of Becoming a Victim of Its Own Success». Time. Consultado em 8 de abril de 2025. Cópia arquivada em 8 de abril de 2025
181. 1 2 3 4  Miller, Liz Shannon (7 de abril de 2025). «Crítica da segunda temporada de The Last of Us: Fica mais sombria e impactante». Consequence. Consultado em 8 de abril de 2025. Cópia arquivada em 8 de abril de 2025
182. 1 2  Herman, Alison (7 de abril de 2025). «The Last of Us Season 2 Is a Wrenching Saga of Revenge That Lets Bella Ramsey Take the Reins: TV Review». Variety. Penske Media Corporation. Consultado em 8 de abril de 2025. Cópia arquivada em 8 de abril de 2025
183. 1 2 3 4  Hutchinson, Chase (7 de abril de 2025). «The Last of us Season 2 Review: Humanity Shatters as HBO Drama Examines Cycles of Violence to Devastating Effect». TheWrap. Consultado em 8 de abril de 2025. Cópia arquivada em 8 de abril de 2025
184. ↑  Phipps, Keith (7 de abril de 2025). «The Last of Us Season 2 Review: HBO's Hit Drama Makes a More Provocative Return». TV Guide. Fandom, Inc. Consultado em 8 de abril de 2025. Cópia arquivada em 8 de abril de 2025
185. ↑  Travers, Ben (7 de abril de 2025). «Crítica de The Last of Us: A segunda temporada é uma evolução emocionante e distorcida da saga de sobrevivência da HBO». IndieWire. Penske Media Corporation. Consultado em 8 de abril de 2025. Cópia arquivada em 7 de abril de 2025
186. 1 2 3  Griffin, Louise (7 de abril de 2025). «Crítica da segunda temporada de The Last of Us: Narrativa incomparável que revela o melhor e o pior da humanidade». Radio Times. Immediate Media Company. Consultado em 8 de abril de 2025. Cópia arquivada em 8 de abril de 2025
187. ↑  Webster, Andrew (7 de abril de 2025). «The Last of Us season 2 is a brutal, bloody expansion of the game». The Verge. Vox Media. Consultado em 8 de abril de 2025. Cópia arquivada em 7 de abril de 2025
188. 1 2 3 4 5  Milici, Lauren (7 de abril de 2025). «The Last of Us season 2 review: 'Brilliant and visceral but fails to capture the magic of season 1'». Total Film. Future plc. Consultado em 8 de abril de 2025. Cópia arquivada em 8 de abril de 2025
189. 1 2  McNamara, Mary (7 de abril de 2025). «Crítica da segunda temporada de The Last of Us: Sobreviver não é só continuar vivo». Los Angeles Times. Consultado em 8 de abril de 2025. Cópia arquivada em 7 de abril de 2025
190. ↑  Hilton, Nick (7 de abril de 2025). «A segunda temporada de The Last of Us luta com suas próprias origens no videogame». The Independent. Consultado em 8 de abril de 2025. Cópia arquivada em 8 de abril de 2025
191. ↑  Seale, Jack (14 de abril de 2025). «Crítica da segunda temporada de The Last of Us – Bella Ramsey está absolutamente maravilhosa». The Guardian. Consultado em 15 de abril de 2025. Cópia arquivada em 14 de abril de 2025
192. ↑  Tallerico, Brian (7 de abril de 2025). «The Last of Us Returns with a Devastating, Riveting Second Season». RogerEbert.com. Consultado em 8 de abril de 2025. Cópia arquivada em 8 de abril de 2025
193. ↑  Siede, Caroline (4 de maio de 2025). «The Last Of Us faz uma viagem aterrorizante e eletrizante por Seattle». The A.V. Club. Paste Media Group. Consultado em 6 de maio de 2025. Cópia arquivada em 5 de maio de 2025
194. ↑  Chin, Daniel (4 de maio de 2025). «Resumo do episódio 4 da segunda temporada de The Last of Us: Amor em tempos de Cordyceps». The Ringer. Spotify. Consultado em 5 de maio de 2025. Cópia arquivada em 5 de maio de 2025
195. ↑  Phipps, Keith (4 de maio de 2025). «The Last of Us Recap: Seattle at Last». Vulture. Vox Media. Consultado em 6 de maio de 2025. Cópia arquivada em 5 de maio de 2025
196. ↑  Cardy, Simon (4 de maio de 2025). «Crítica do episódio 4 da segunda temporada de The Last of Us – 'Segredos'». IGN. Ziff Davis. Consultado em 5 de maio de 2025. Cópia arquivada em 5 de maio de 2025
197. ↑  Shepard, Kenneth (4 de maio de 2025). «Resumo do episódio quatro da segunda temporada de The Last Of Us: Road Trip lésbica de U-Haul». Kotaku. G/O Media. Consultado em 5 de maio de 2025. Cópia arquivada em 5 de maio de 2025
198. ↑  Siede, Caroline (25 de maio de 2025). «The Last Of Us encerra uma temporada bem estranha com um final igualmente estranho». The A.V. Club. Paste Media Group. Consultado em 26 de maio de 2025. Cópia arquivada em 26 de maio de 2025
199. ↑  Kennedy, Victoria Phillips (26 de maio de 2025). «A segunda temporada de The Last of Us termina com o episódio sete, mas foi um final satisfatório?». Eurogamer. Gamer Network. Consultado em 26 de maio de 2025. Cópia arquivada em 26 de maio de 2025
200. ↑  Arens, Brynna (25 de maio de 2025). «Crítica do episódio 7 da segunda temporada de The Last of Us: Um final devastador e mortal». Den of Geek. Consultado em 26 de maio de 2025. Cópia arquivada em 26 de maio de 2025
201. 1 2 3  Minton, Matt (25 de maio de 2025). «How Queer Love Grounds The Last of Us Above All Else – Despite Online Backlash». Variety. Penske Media Corporation. Consultado em 27 de maio de 2025. Cópia arquivada em 27 de maio de 2025
202. 1 2 3 4  Pitts, Lan (9 de maio de 2025). «The Last Of Us Season 2 Is Now Being Review Bombed Because Of Course It Is». GameSpot. Fandom, Inc. Consultado em 27 de maio de 2025. Cópia arquivada em 11 de maio de 2025
203. 1 2 3 4  Barker, Sammy (11 de maio de 2025). «Just Like the Game, The Last of Us 2's TV Adaptation Is Getting Review Bombed». Push Square. Hookshot Media. Consultado em 27 de maio de 2025. Cópia arquivada em 11 de maio de 2025
204. 1 2  Gearan, Hannah (15 de abril de 2025). «After Just One Episode, The Last Of Us Season 2's RT Audience Score Is Significantly Lower than Season 1's». Screen Rant. Valnet. Consultado em 27 de maio de 2025. Cópia arquivada em 16 de abril de 2025
205. 1 2  Malhotra, Rahul (2 de maio de 2025). «The Last of Us Season 2 Review Bombing Sends Rotten Tomatoes Audience Score Spiraling to New Low». Collider. Valnet. Consultado em 27 de maio de 2025. Cópia arquivada em 2 de maio de 2025
206. 1 2  Flores, Johnny Jr. (11 de maio de 2025). «The Last Of Us Fans Must Be Getting Deja Vu, As HBO's Season 2 Is Being Review-Bombed After Its Latest Episode». TheGamer. Valnet. Consultado em 27 de maio de 2025. Cópia arquivada em 11 de maio de 2025
207. 1 2  Malhotra, Rahul (29 de abril de 2025). «The Last of Us Season 2's Review Bombing Isn't Limited to Rotten Tomatoes». Collider. Valnet. Consultado em 27 de maio de 2025. Cópia arquivada em 2 de maio de 2025
208. 1 2 3  Winkie, Luke (12 de abril de 2025). «How The Last of Us Fans Turned Against Bella Ramsey». Slate. Consultado em 27 de maio de 2025. Cópia arquivada em 12 de abril de 2025
209. 1 2 3 4  Brigstock, Jake (13 de maio de 2025). «The Last of Us Season 2 is being review bombed for entirely different reasons than the game». Indy100. Consultado em 27 de maio de 2025. Cópia arquivada em 13 de maio de 2025
210. ↑  Fiddis, Rachael (15 de maio de 2025). «The Last of Us Season 2's Review Bombing Surprisingly Overtakes Game's Controversial Low User Score». Game Rant. Valnet. Consultado em 27 de maio de 2025. Cópia arquivada em 15 de maio de 2025
211. 1 2  Rude, Mey (7 de maio de 2025). «People are review-bombing The Last of Us for homophobic reasons—again!». Out. Pride Media. Consultado em 27 de maio de 2025. Cópia arquivada em 9 de maio de 2025
212. ↑  Factora, James (9 de maio de 2025). «Homophobic Losers Are Review-Bombing The Last of Us Over Gay Sex Scene». Them. Condé Nast. Consultado em 27 de maio de 2025. Cópia arquivada em 9 de maio de 2025
213. ↑  Coulson, Josh (7 de maio de 2025). «The Latest Episode Of The Last Of Us Drops To A Record Low Rating Thanks To Review Bombers». TheGamer. Valnet. Consultado em 27 de maio de 2025. Cópia arquivada em 9 de maio de 2025
214. ↑  Brown, Adam (7 de maio de 2025). «The Last of Us Is Getting Review-Bombed Again for the Stupidest Reason». MovieWeb. Valnet. Consultado em 27 de maio de 2025. Cópia arquivada em 27 de maio de 2025
215. 1 2  Güimil, Eva (12 de maio de 2025). «Why is Bella Ramsey the target of so much hate? The Last of Us star sparks the fury of the manosphere». El País. PRISA. Consultado em 27 de maio de 2025. Cópia arquivada em 12 de maio de 2025
216. ↑  Block, India (19 de maio de 2025). «Leave Bella Ramsey alone you weirdos – The Last of Us review-bombing is getting out of hand». Evening Standard. Consultado em 27 de maio de 2025. Cópia arquivada em 27 de maio de 2025
217. ↑  Onion, Rebecca (18 de maio de 2025). «The Last of Us's Latest Episode Is a Stark Reminder of How Much the Show Needs Joel». Slate. Consultado em 19 de maio de 2025. Cópia arquivada em 19 de maio de 2025
218. ↑  Meslow, Scott (20 de abril de 2025). «The Last of Us Part 2's Abby Thinks HBO Made a Wise Choice». Vulture. Vox Media. Consultado em 27 de maio de 2025. Cópia arquivada em 21 de abril de 2025
219. ↑  Orlando, Anthony (22 de abril de 2025). «How The Last Of Us Creators Responded To Massive Backlash Against Abby». Screen Rant. Valnet. Consultado em 27 de maio de 2025. Cópia arquivada em 22 de abril de 2025
220. ↑  Evans, Greg; Chilton, Louis (22 de abril de 2025). «How The Last of Us season two's major death differs from the video game». The Independent. Consultado em 27 de maio de 2025. Cópia arquivada em 22 de abril de 2025